# Focke-Wulf Fw 190
Pour les articles homonymes, voir Butcherbird.
Le Focke-Wulf Fw 190 (surnommé Würger Pie-grièche et Butcherbird) est un chasseur-bombardier monoplace et monomoteur utilisé par l'Allemagne  pendant la Seconde Guerre mondiale, entre 1941 et 1945. Il ne supplanta pas complètement le Messerschmitt Bf 109 comme principal chasseur de la Luftwaffe, bien qu'il lui fût supérieur. Il fut produit à plus de 20 000 exemplaires. En raison de sa polyvalence et de sa construction modulaire, il fut décliné sous un grand nombre de modèles, qui lui permirent de remplacer le Junkers Ju 87 (Stuka) comme avion d'appui des troupes, et le Messerschmitt Bf 110 comme chasseur lourd de lutte contre les bombardiers, lorsque ces deux derniers avions furent devenus beaucoup trop vulnérables pour continuer à être envoyés au combat. Il fut le premier vrai chasseur-bombardier de la Luftwaffe.

## Conception

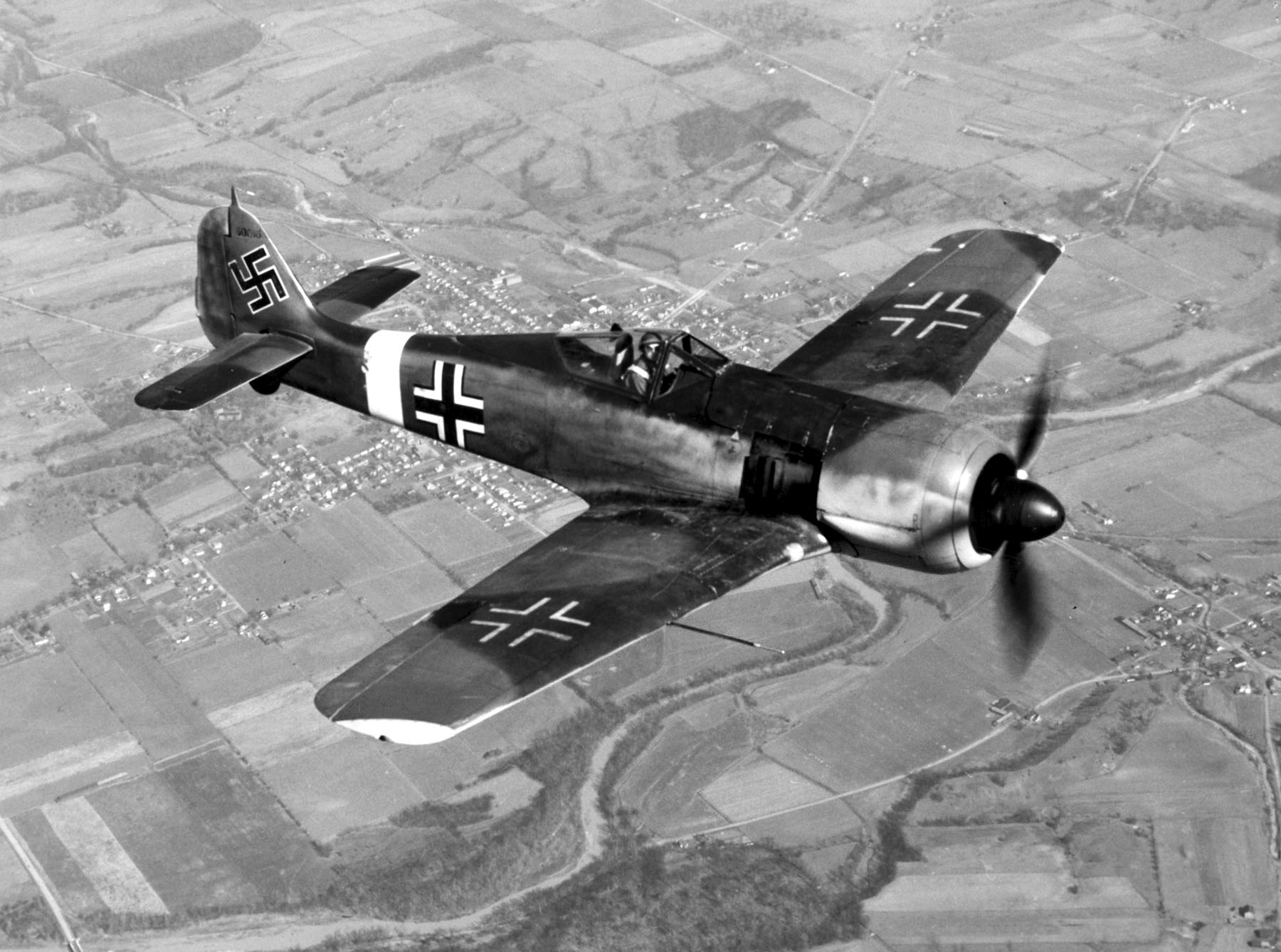
Un Focke-Wulf Fw 190 en vol

L'avion fut commandé par le ministère allemand de l'air (RLM) en 1937, pour seconder le Messerschmitt Bf 109, qui commençait seulement à entrer en service, ce qui imposait le choix d'un moteur différent du Daimler-Benz DB 601 à refroidissement liquide, pour dédier la production de celui-ci au chasseur de Willy Messerschmitt. À la surprise générale, et contre les habitudes en vogue en Europe pour les chasseurs monomoteurs, Kurt Tank, ingénieur en chef de Focke-Wulf, opta pour un moteur en étoile à refroidissement par air, le BMW 139. Pour limiter l'inconvénient que représentait la section frontale plus importante de ce moteur, il l'enveloppa dans un capot moteur aérodynamique très ajusté, avec une turbine de refroidissement par air forcé très caractéristique dans la prise d'air annulaire juste derrière la casserole d'hélice.
De construction monocoque et métallique, le fuselage était construit en deux tronçons, celui avant, allant de la cloison coupe-feu jusque derrière le pilote, contenant le poste de pilotage, l'armement et les munitions, et sanglés en dessous du plancher en alliage d'aluminium, deux réservoirs auto-obturants respectivement de 232 et 292 litres, celui de l'arrière courant jusqu'à la dérive. La voilure, elle aussi était de construction métallique, les deux ailes étant solidaires par le longeron avant. Cette modularité de la construction permettait de fractionner la production dans de petits ateliers indépendants, ce qui devint très utile vers la fin de la guerre. Contrairement au Messerschmitt Bf 109, il dessina un train d'atterrissage à large voie (s'ouvrant vers l'extérieur), escamotable dans l'épaisseur de l'aile par deux moteurs électriques, et une roulette de queue escamotable au moyen d'un système de câbles et de poulies.

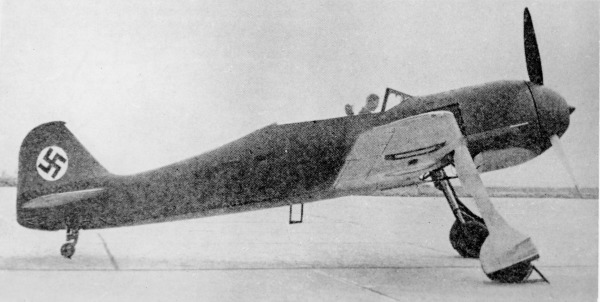
Focke-Wulf Fw 190 V1

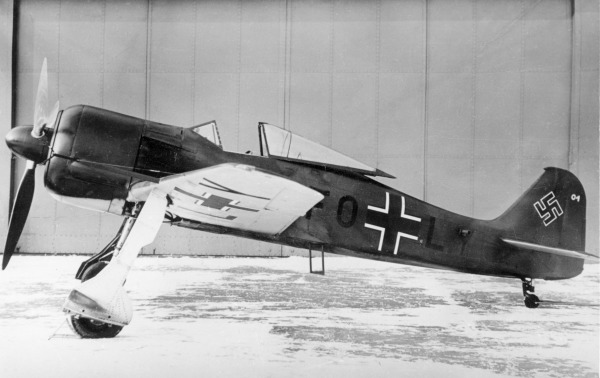
Le premier prototype Fw 190 V1 après changement de la section avant

Le prototype Fw 190 V1 vole pour la première fois le 1er juin 1939, aux mains de Hans Sanders, le chef pilote de la société, et il est rapidement expédié au centre d'essai de Rechlin de la Luftwaffe. En octobre, le second prototype Fw 190 V2 est fourni aux autorités pour les essais d'armement, avec quatre mitrailleuses MG 17. Une paire est placée sur le dessus du moteur, noyée dans le capot moteur et une autre dans les emplantures d'aile ; toutes les quatre tirent entre les pales de l'hélice et sont donc synchronisées. À la suite d'essais en soufflerie qui montrent l'absence d'avantage aérodynamique du modèle enveloppant du carénage d'hélice, on reconstruisit les deux prototypes avec un capot moteur plus conventionnel. Cette modification permet de régler, en partie, les problèmes rencontrés sur les deux prototypes au niveau de l'isolation du poste de pilotage aux gaz d'échappement, et de la température, celle-ci atteignant parfois 55 °C.

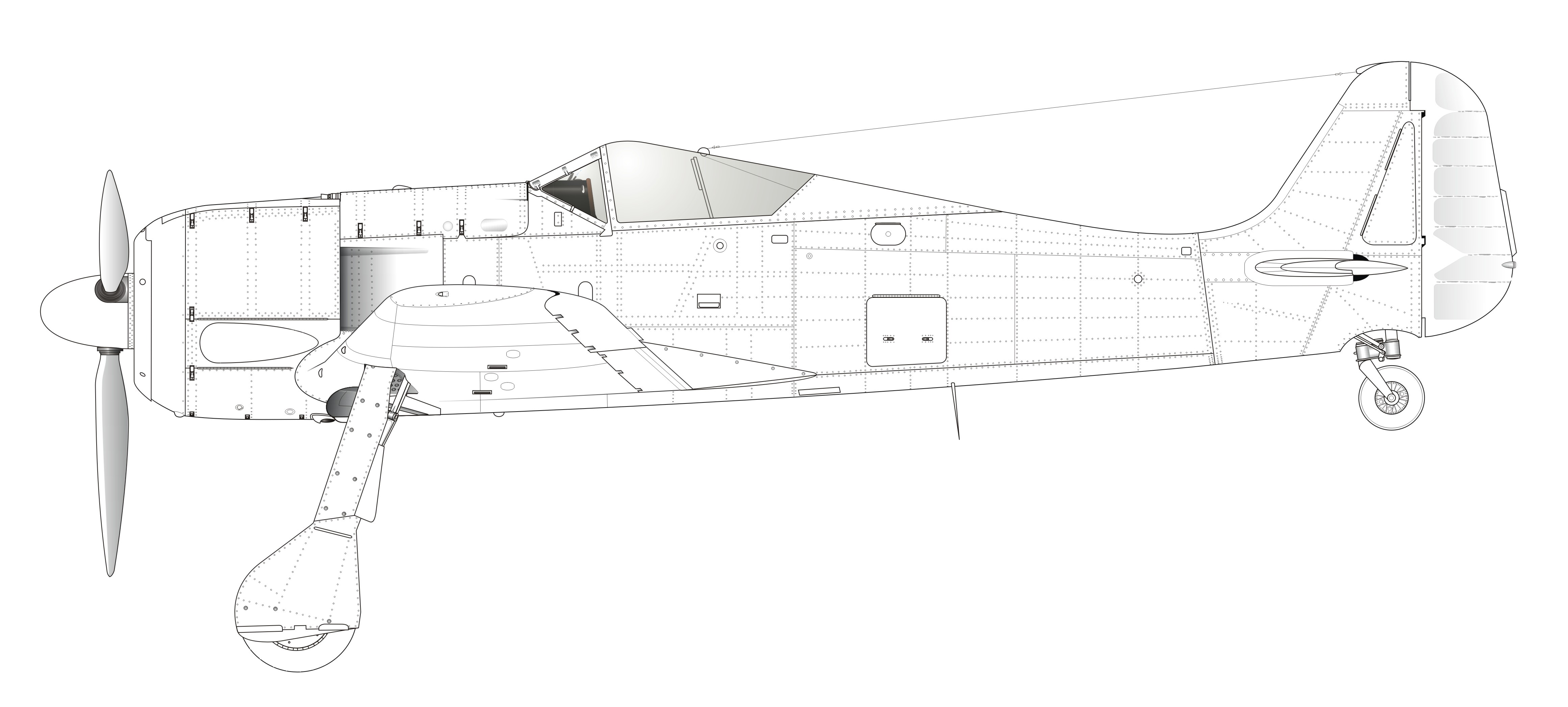
Vue latérale du Focke-Wulf Fw 190 A-0

Mais Tank n'est pas satisfait du BMW 139, qui se révèle trop peu puissant et peu adapté, il décide de le remplacer par un BMW 801, qui va être conçu en urgence et spécifiquement pour l'avion par la BMW. Ce nouveau moteur en étoile, à quatorze cylindres au lieu de dix-huit, est sensiblement de même diamètre, mais il est plus lourd de 160 kg et un peu plus long. Les Fw 190 V3 et V4, déjà trop avancés pour être modifiés, sont utilisés pour des essais statiques, puis mis au rebut. Le Fw 190 V5 est redessiné afin d'intégrer le nouveau moteur : la cellule est renforcée pour supporter l'augmentation de la puissance et le poste de pilotage est reculé. La masse de l'avion atteint 3 400 kg, soit une augmentation de 25 %, la charge alaire passant elle de 186 à 227 kg/m2. La maniabilité et la vitesse ascensionnelle sont sensiblement affectées, mais Hermann Göring, impressionné par les démonstrations en vol, décide de la production immédiate d'une présérie de quarante exemplaires, désignée Fw 190 A-0.
À la suite d'un accident au roulage avec un véhicule de piste, le V5 est redessiné par les ingénieurs, avec une voilure agrandie, sous la désignation de V5g pour « gross » (« grand »). Comme cette modification améliore sensiblement le comportement en vol, elle est immédiatement appliquée à la présérie à partir du V15. Le BMW 801 développé dans l'urgence souffre encore d'une tendance à la surchauffe. Dans une certaine effervescence, Focke-Wulf et BMW se rejetant mutuellement la responsabilité, l'abandon du programme étant même envisagé. Le problème est malgré tout à peu près résolu, en grande partie par l'adjonction d'ailettes de refroidissement sur le capot moteur à l'arrière du moteur. Dorénavant, le moteur sera livré directement par BMW, dans un ensemble baptisé « Motoranlage » (« groupe motopropulseur ») et comprenant à la fois le moteur, le capot et pratiquement tous les accessoires. Cet ensemble est monté d'un bloc par un simple boulonnage sur la cellule.

## L'évolution des chasseurs Fw 190 A

### Fw 190 A-1

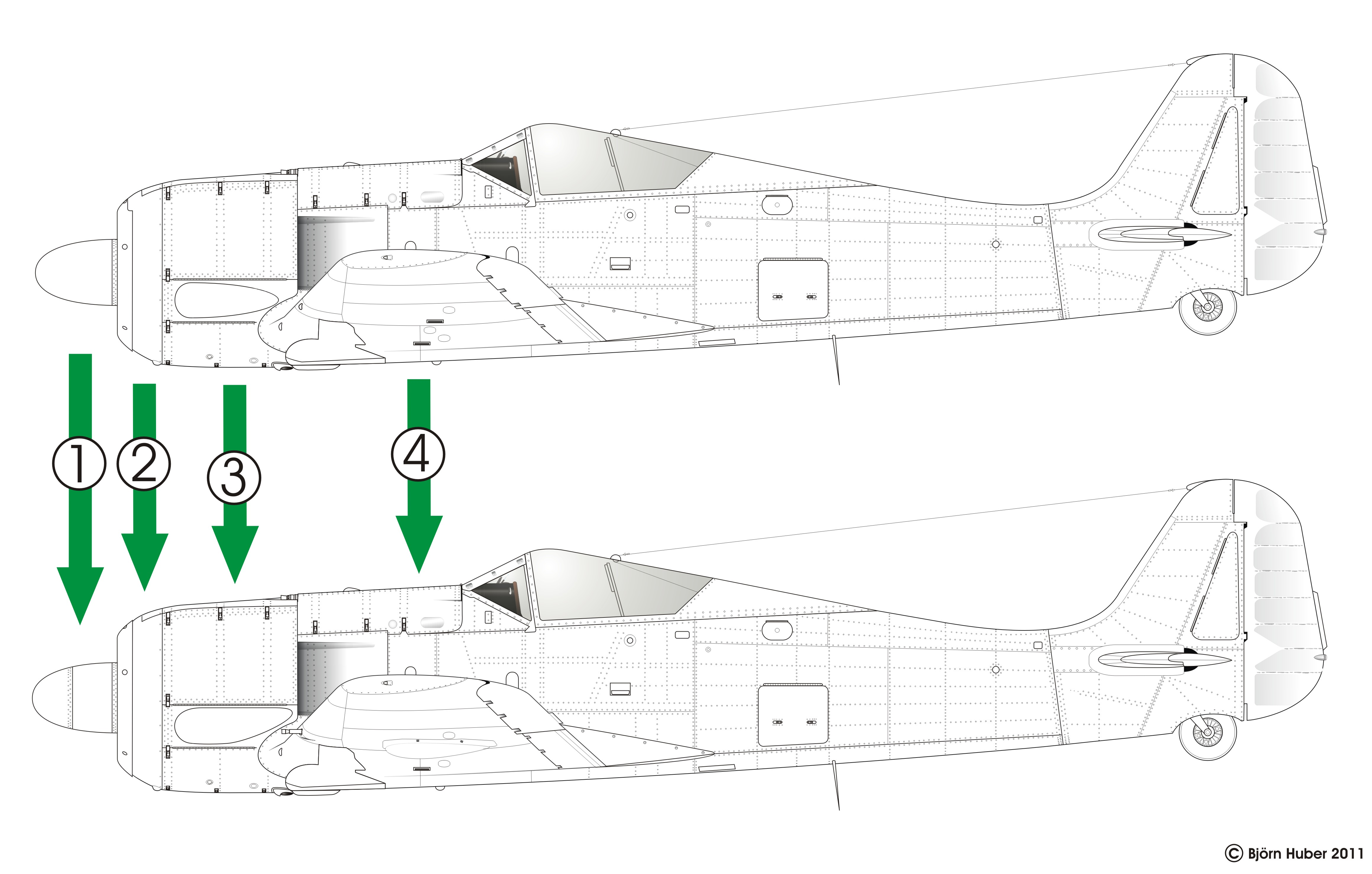
Différences sélectionnées entre les Fw 190 A-0 et A-1.
1. Une hélice plus grande
2. Capot moteur modifié
3. Modification de la forme des couvercles des conduits d'air du chargeur
4. Remplacement de la MG 17 montée sur les ailes (7,92 mm) par des canons automatiques de 20 mm type MG FF

Le ministère de l'air allemand, au milieu de 1941, décide la mise en production de l'appareil à 102 exemplaires aux usines de Marienbourg et de Brême, sous le nom de Fw 190 A-1. Il est envoyé au sein du JG 26, pour être testé opérationnellement à l'ouest, face à la RAF. Le moteur continue de poser des problèmes de chauffe, entraînant quelques accidents, et les pilotes sont alors assez réticents à s'éloigner des aérodromes. L'armement est encore insuffisant malgré l'ajout de deux MG FF à l'extérieur des mitrailleuses d'aile, mais Focke-Wulf, n'a jusqu'ici pas réussi à obtenir des armes plus puissantes à monter sur l'avion. Les appareils sont dotés de deux radios, la FuG-25 et la FuG-7, la dernière servant aux liaisons air-sol. Par la suite, une partie de ces avions sera équipée de moteurs plus modernes, après un passage en usine, donnant naissance au A1/U1 avec le BMW 801 D1 et au A1/U2 avec le D2.

### Fw 190 A-2

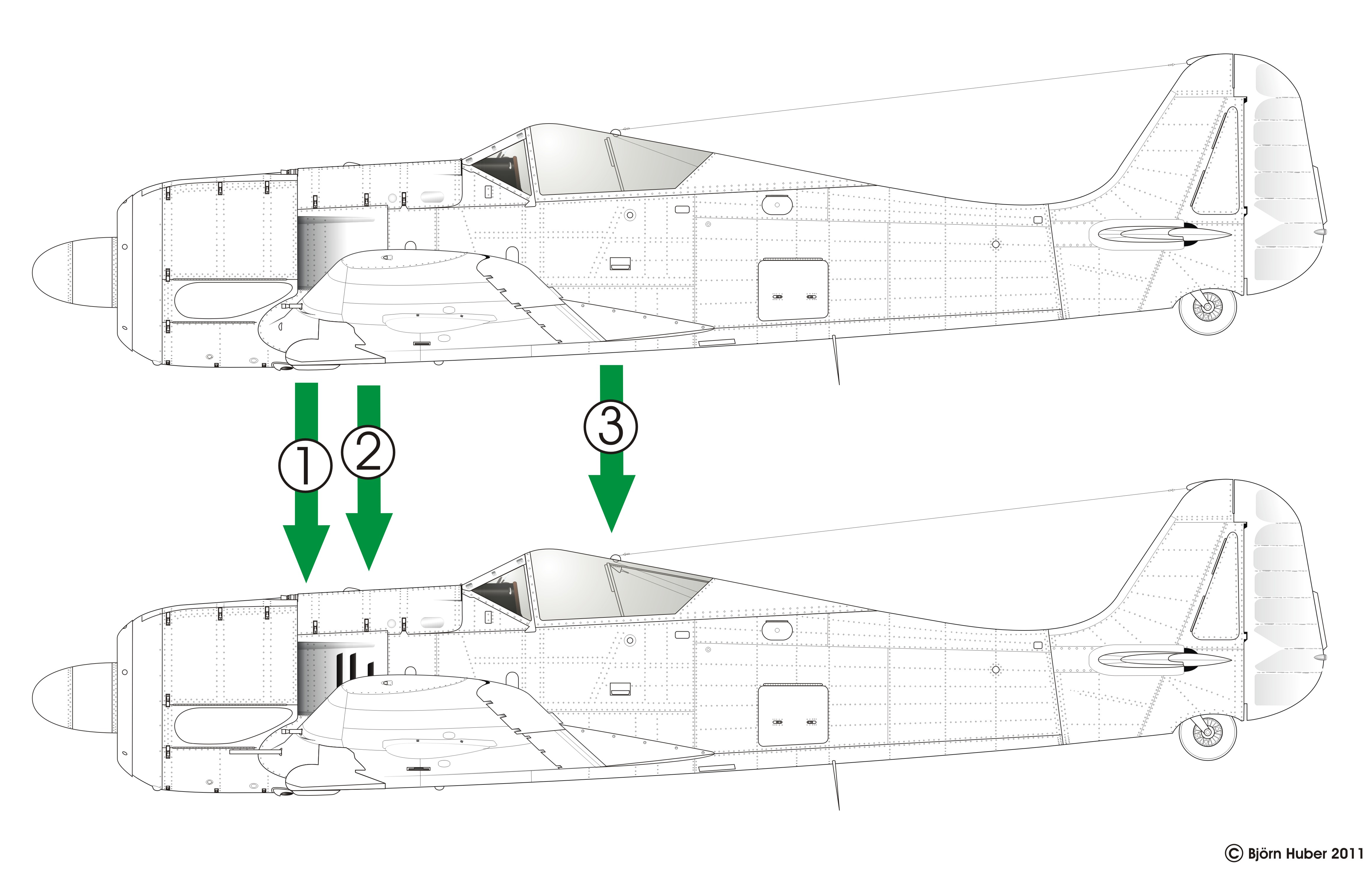
Différences sélectionnées entre les Fw 190 A-1 et A-2.
1. Ajout de fentes pour améliorer le flux d'air de refroidissement
2. Remplacement de la MG 17 montée dans les emplantures d'ailes par des MG 151/20 de 20 mm
3. Amélioration du support du blindage de la tête et des épaules

En août, l'usine Arado de Warnemünde, et l'usine AGO de Oschersleben commencent, elles aussi, à produire le Fw 190 A-2, dont l'armement est enfin renforcé par le remplacement des mitrailleuses d'ailes par deux canons Mauser MG 151/20 approvisionnés à deux cents coups. De plus, par la suite, la plupart des A-2 sont également armés de deux MG-FF eux aussi de 20 mm, alimentés chacun par un chargeur tambour de 55 obus, montés à l'extérieur des MG 151. Ce total de quatre canons leur donne une puissance de feu dévastatrice.
Ce modèle reste en production pendant six mois au cours desquels 888 exemplaires sont produits. En cours de production, le moteur change tout d'abord pour un BMW 801C-2 légèrement plus puissant, puis pour le BMW 801 D-2. Ce dernier moteur, dont la conception a été complètement revue, est enfin totalement fiable et élimine définitivement les pannes moteur qui gênaient l'avion depuis le début de sa carrière. Il deviendra le moteur standard de toute la série A.

### Fw 190 A-3

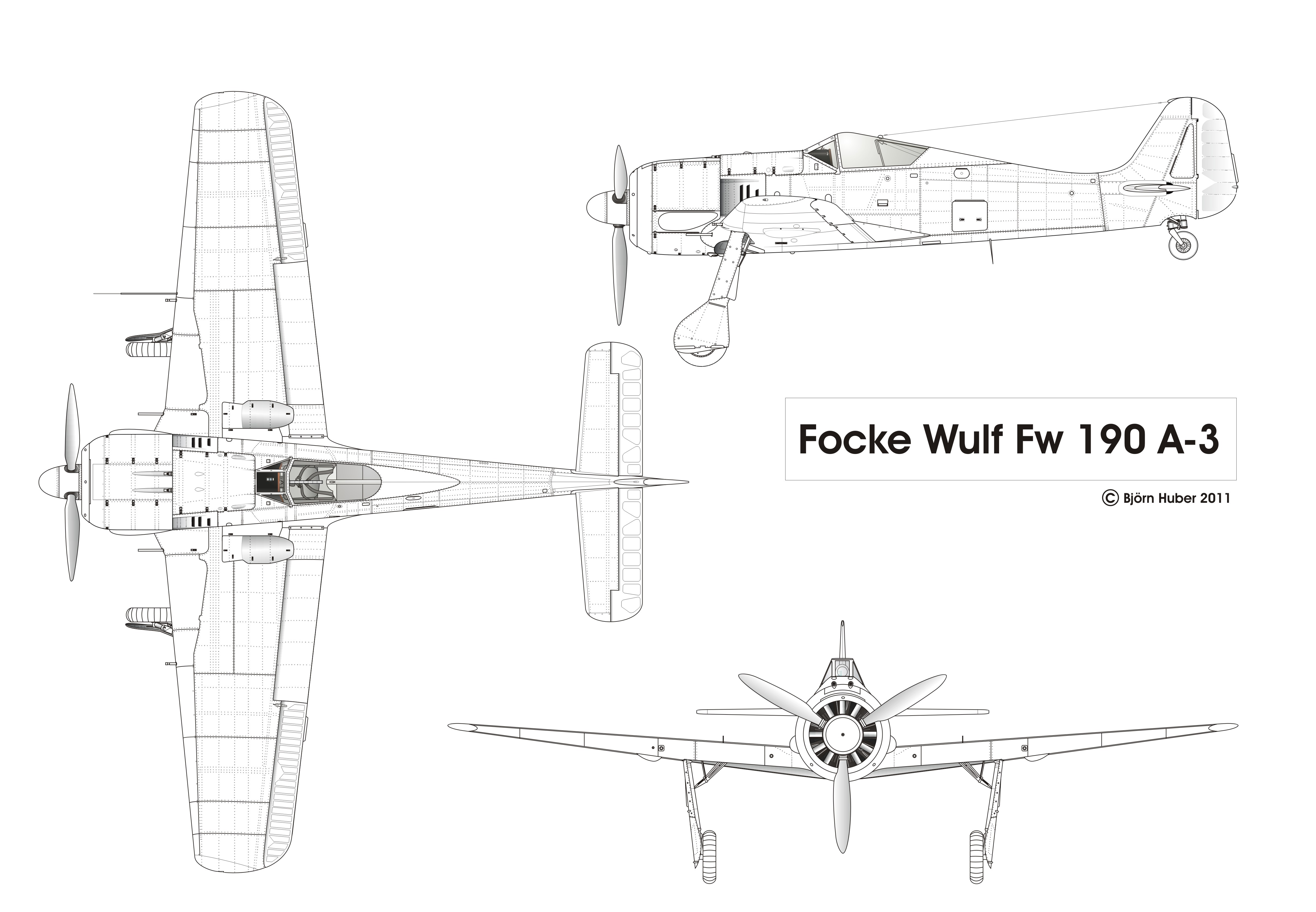
Vues du Fw 190 A-3

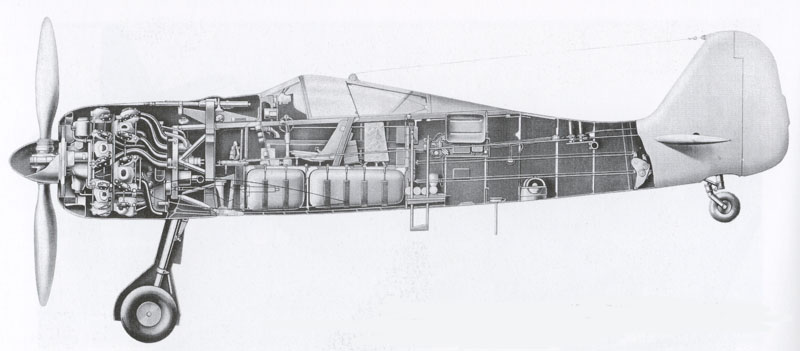
Dessin en coupe longitudinale d'un Focke-Wulf Fw 190 A-3

En 1942, le A-2 cède la place au A-3. Les premiers sont encore équipés de moteurs C-2, mais le D2 devient rapidement standard. 965 exemplaires seront produits, dont soixante-douze d'une version d'exportation le Fw 190 A-3a, destinée à la Turquie, armés seulement de quatre MG 17 et dépourvus de radio air-sol FuG 25 (Funkgerät). Quelques dérivés seront aussi bâtis sur la base du A-3, le prototype /U2 sur lequel sont testés les roquettes air-sol RZ 65, le /U4, un avion de reconnaissance avec une caméra Rb 12,5/7x9, et le /U7, un chasseur de haute altitude à l'armement réduit aux seuls canons MG 151/20, dont seulement trois furent réalisés.

### Fw 190 A-4

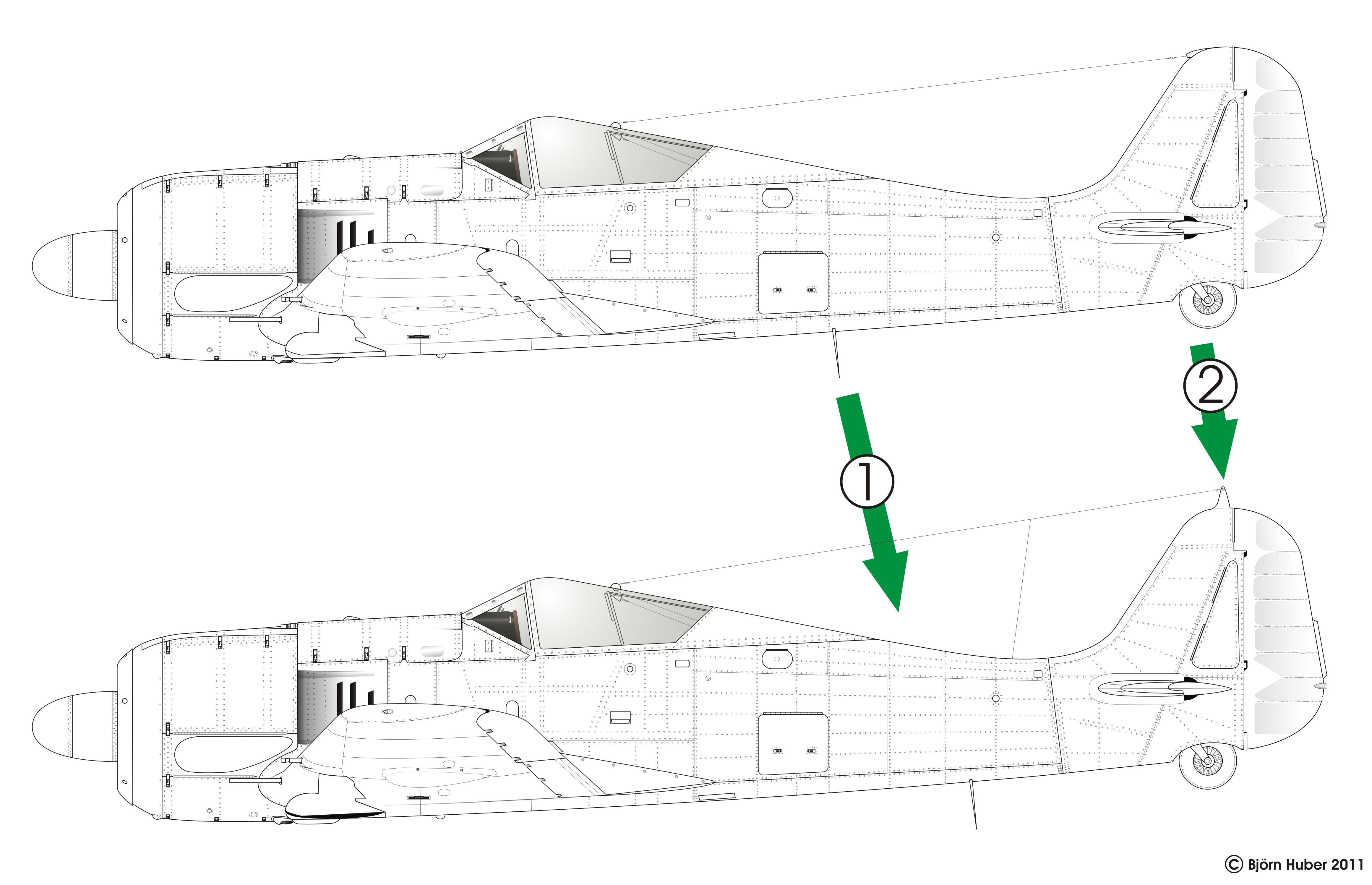
Différences sélectionnées entre les Fw 190 A-3 et A-4.
1. Remplacement de la FuG 7 contre la FuG 16
2. Mât d'antenne plus haut sur le stabilisateur vertical

En juin 1942, le A-4 lui succède, apportant un système de surpuissance MW 50, suralimentant le BMW 801 D-2 pendant de courtes périodes par injection d'eau-méthanol. De même, la radio FuG 16 Z, travaillant dans les très hautes fréquences et dont le mât antenne est par conséquent un peu plus court, remplace la FuG 7a précédente. Le A-4 voit aussi l'apparition des kits de conversion réalisables en unités « R » pour « Rüstsätze », permettant une polyvalence encore plus grande par l'adaptation très rapide de l'appareil à diverses missions. Cinquante exemplaires sont terminés en Fw 190 A-4/Trop, dotés de filtres à air et d'un nécessaire de survie adaptés aux conditions désertiques. D'autres variantes d'usine furent aussi réalisées, comme le U1, un chasseur bombardier avec un lance-bombes ventral ETC-501, le blindage réduit et les MG FF démontés, qui fut produit spécifiquement pour le SKG-10. Le U3 et le U8, deux autres chasseurs-bombardiers, seront renommés respectivement par la suite Fw 190 F-1 et Fw 190 G-1. Au total 920 Fw 190 A-4 seront assemblés.

### Fw 190 A-5

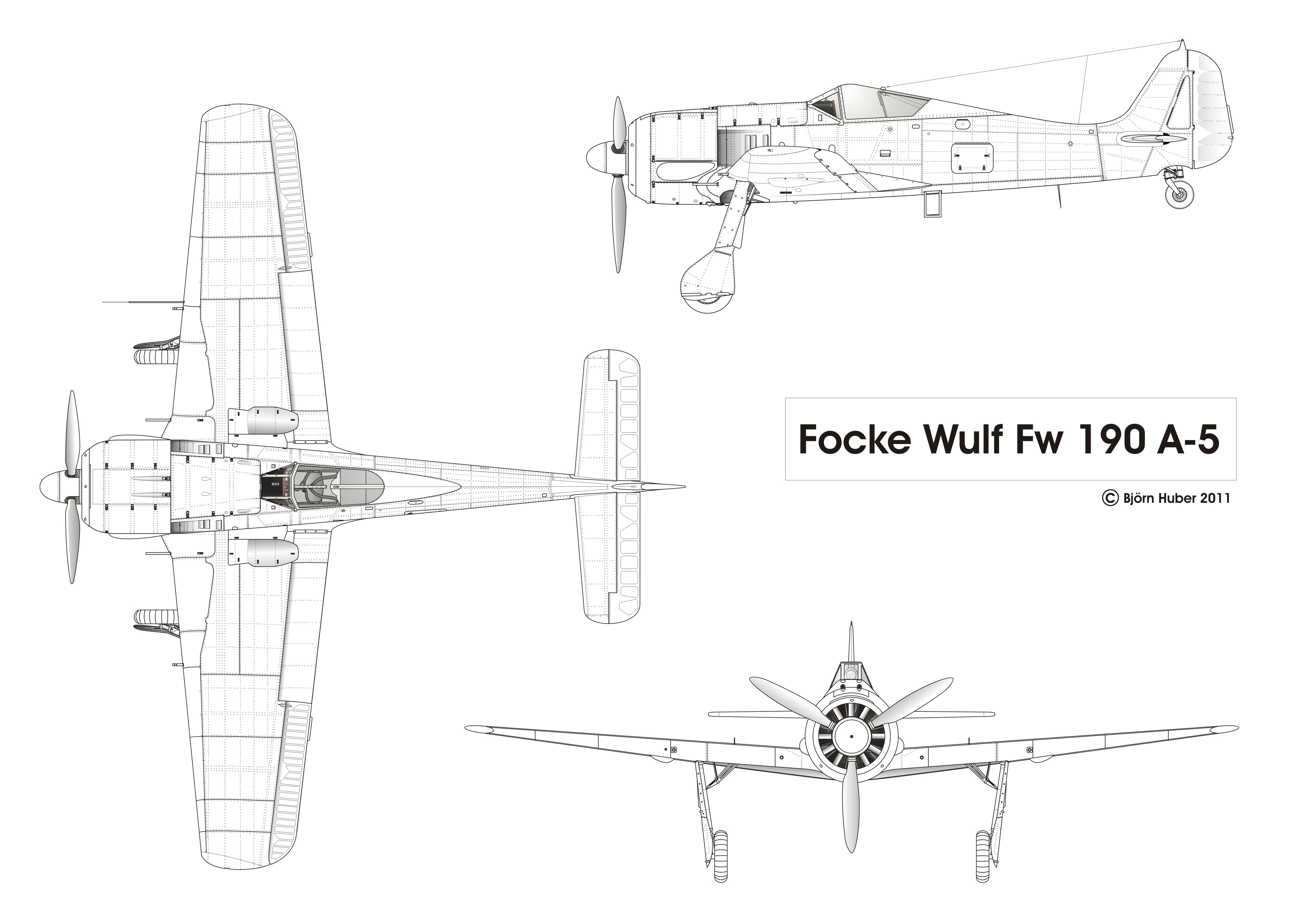
Vues du Focke-Wulf Fw 190 A-5

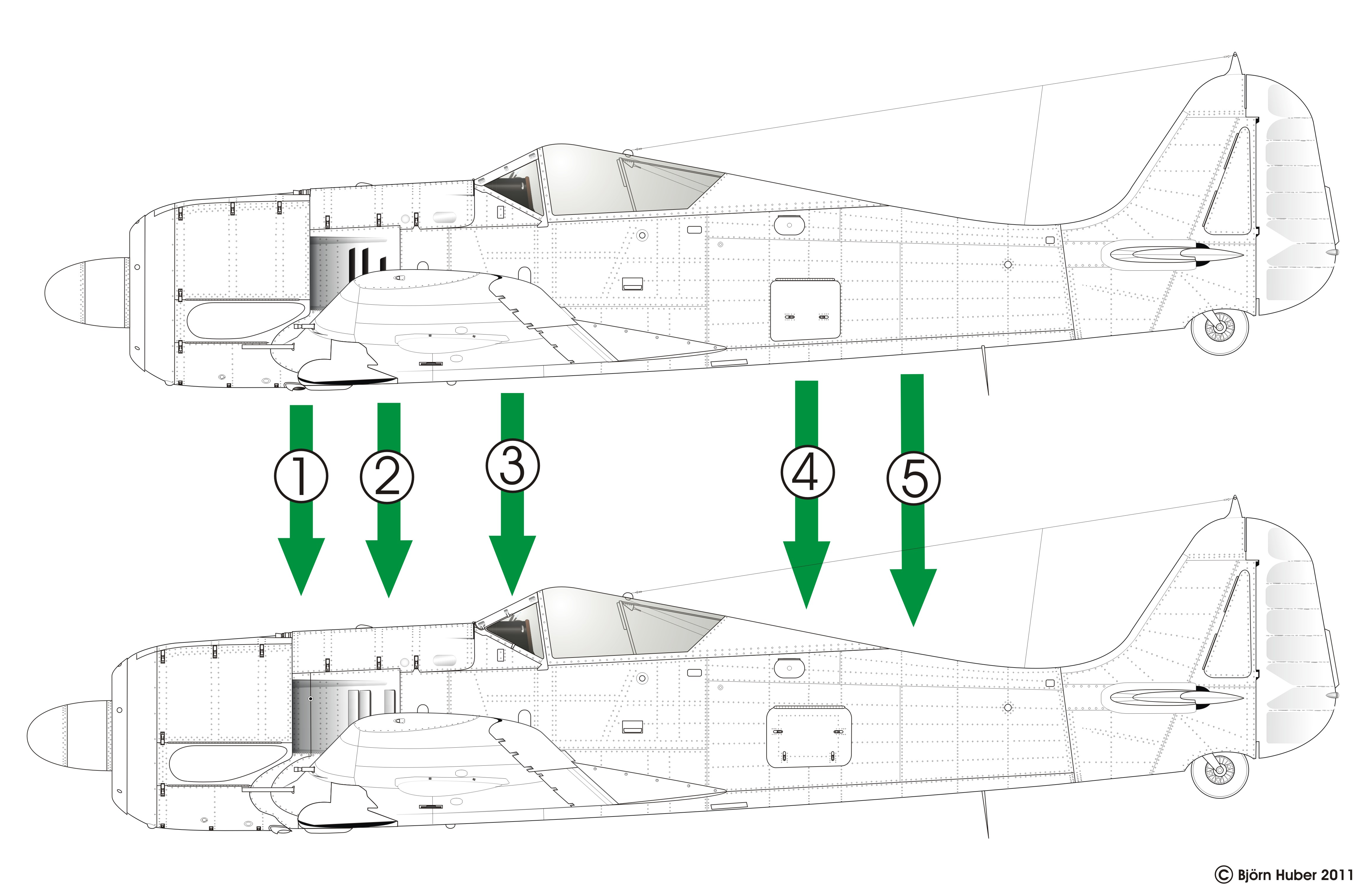
Différences sélectionnées entre les Fw 190 A-4 et A-5.
1. Suspension moteur allongée de 150 mm
2. Rabats de fente de refroidissement réglables
3. Lignes de dégivrage sur pare-brise
4. Porte d'accès au fuselage agrandie
5. Équipement radio déplacé vers l'arrière

En novembre 1942, le A-5 permet, par l'allongement de 13,5 cm du bâti moteur, de réduire les vibrations de celui-ci. Un grand nombre de dérivés sont réalisés en usine, comme le U2 destiné à la chasse de nuit selon les tactiques « Wilde Sau » (« truie sauvage »), et donc dotés de cache-flammes. Apparaissent aussi les premiers Zerstörer (destroyer), dont l'armement est alourdi pour lutter contre les quadrimoteurs américains, les U7, U9 et U17, et des variantes plus originales encore comme les U14 et U15, qui grâce au lance-bombes ETC 502 et à une roulette de queue allongée peuvent emporter des torpilles.

### Fw 190 A-6

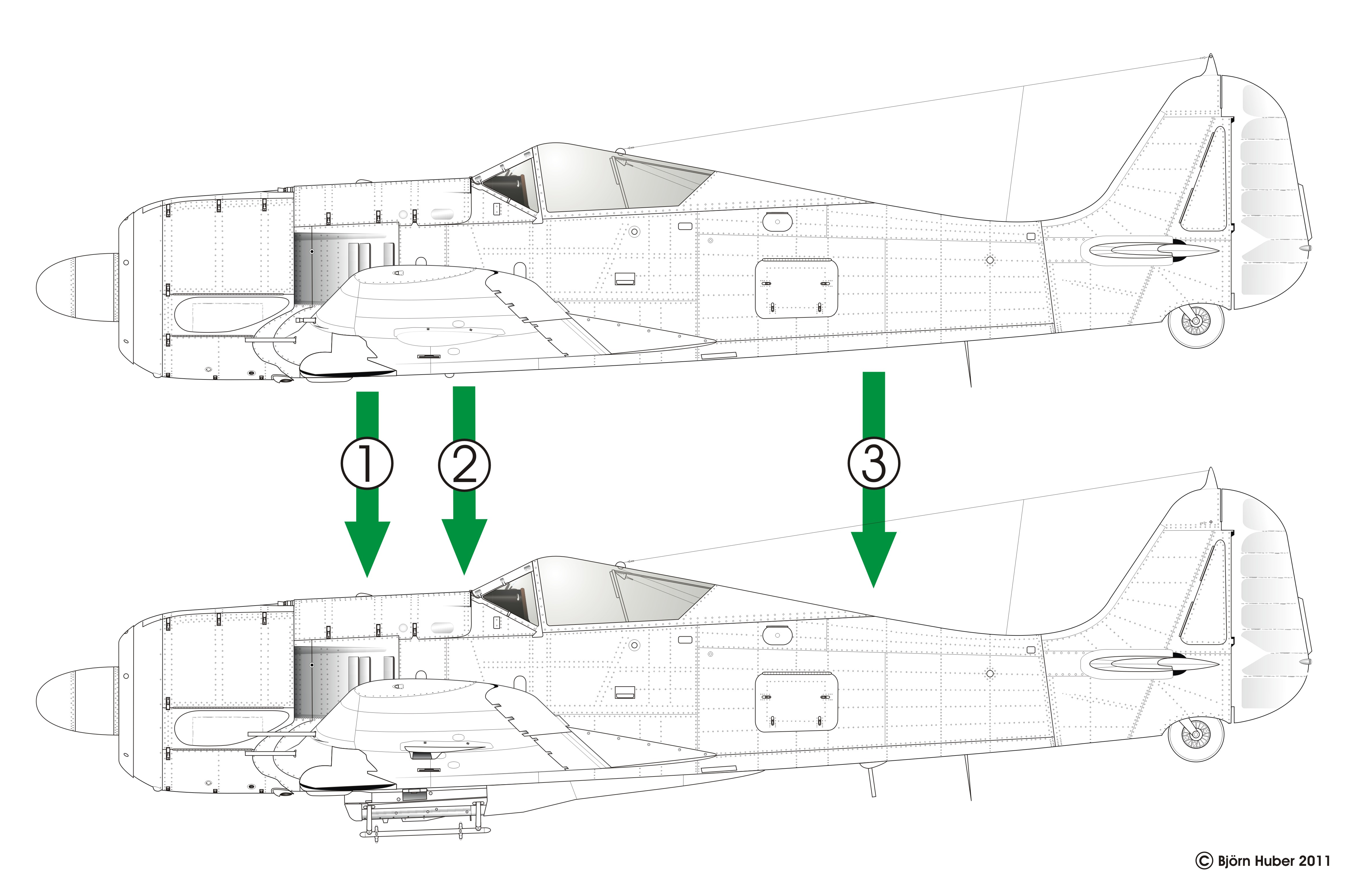
Différences sélectionnées entre les Fw 190 A-5 et A-6.
1. Remplacement du MG FF de 20 mm monté sur l'aile par un MG 151/20 de 20 mm
2. Généralement équipé de porte-charges externes ETC-501 dans les escadrons opérationnels
3. Equipé de la FuG 16 ZE

L'alourdissement progressif de l'avion entraîne pour le modèle suivant, le A-6, une refonte de l'aile qui permet de faire retomber la charge alaire à 226 kg par mètre carré. Les deux MG-FF sont remplacés par deux autres MG 151/20, ce qui uniformise l'armement et facilite la logistique puisque jusqu'alors les deux types de canon utilisaient deux munitions de 20 mm différentes. La radio de liaison air-air FuG 25 est aussi remplacée par une FuG 25a, et en cours de série la FuG 16 Z. Elle cède définitivement la place à la FuG 16 ZE avec son antenne circulaire caractéristique. Les conversions réalisées en usine du A-6 sont réduites à deux : les chasseurs-bombardiers A-6-Bo, avec un lance-bombe ETC 501 sous le fuselage et quatre ETC 50 sous les ailes, et les chasseurs de nuit A-6-N équipés du radar FuG 217. Mais en contrepartie, les kits de conversion en unités Rüstsätze sont privilégiés, car plus souples, en particulier pour le Front de l'Est. Le Fw 190 A-6, avec plus de trois mille exemplaires va être la version la plus produite des déclinaisons du Focke-Wulf.

### Fw 190 A-7, A-8 et A-9

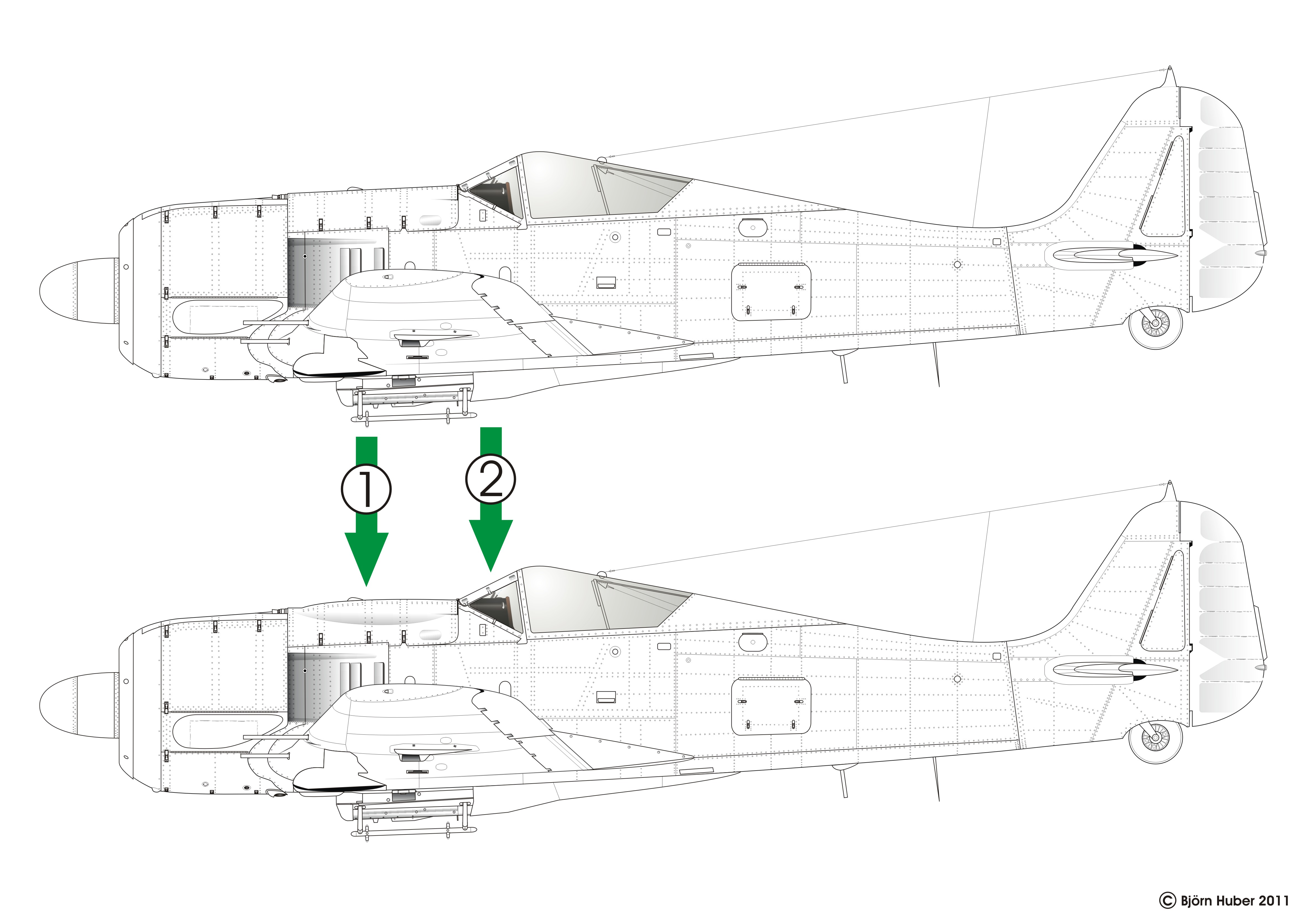
Différences sélectionnées entre les Fw 190 A-6 et A-7.
1. Remplacement des MG 17 de 7,92 mm monté sur le fuselage par des MG 131 de 13 mm
2. Remplacement du collimateur Revi C/12 D contre le Revi 16 B

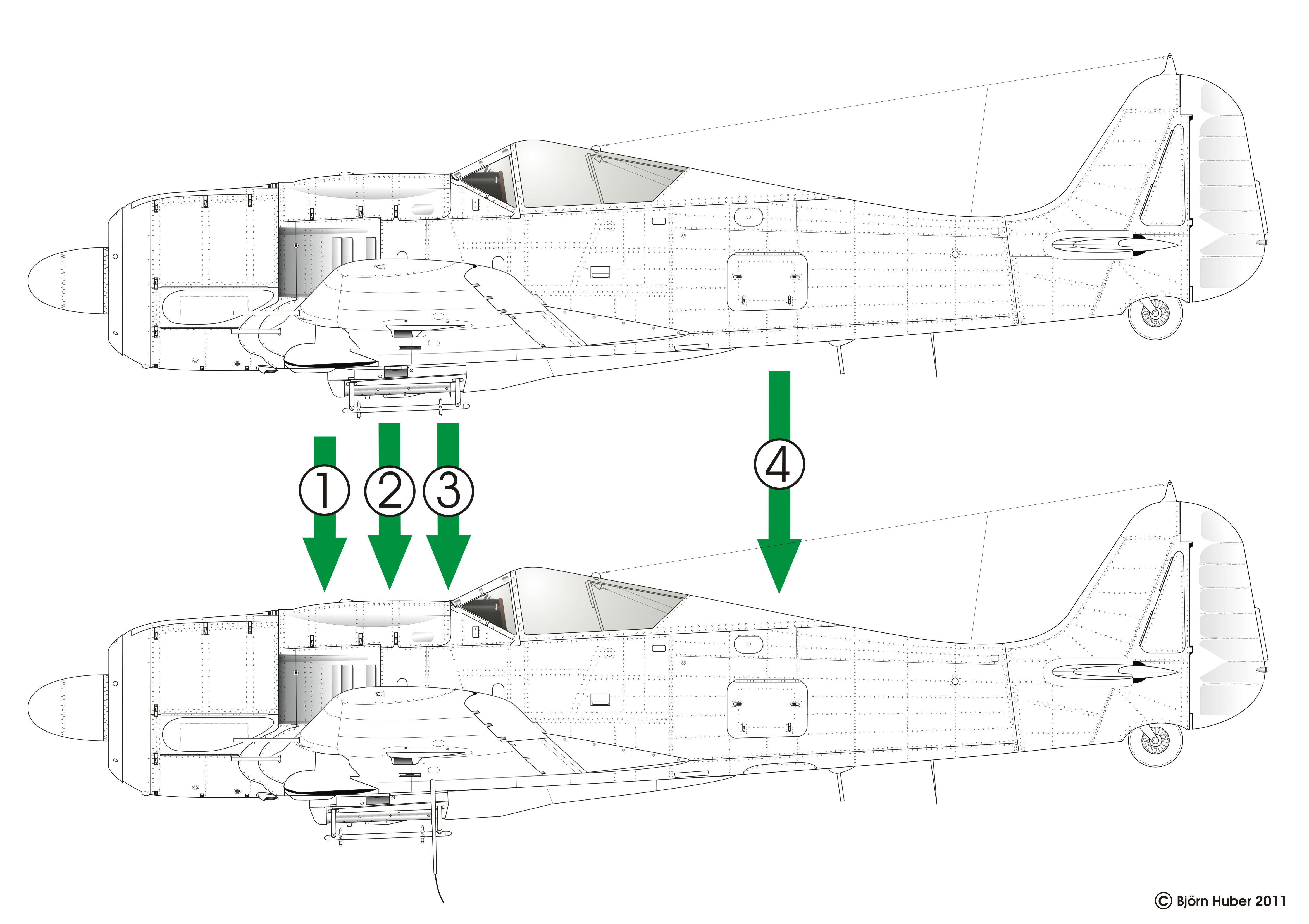
Différences sélectionnées entre les Fw 190 A-7 et A-8.
1. Avancé du support de charge externe ETC 501 de 200 mm
2. Déplacement de la sonde Pitot au bord de l'aile droite (non visible ici)
3. Équipé du système d'injection MW-50 pour augmenter les performances du moteur
4. Équipé de la FuG 16 ZY

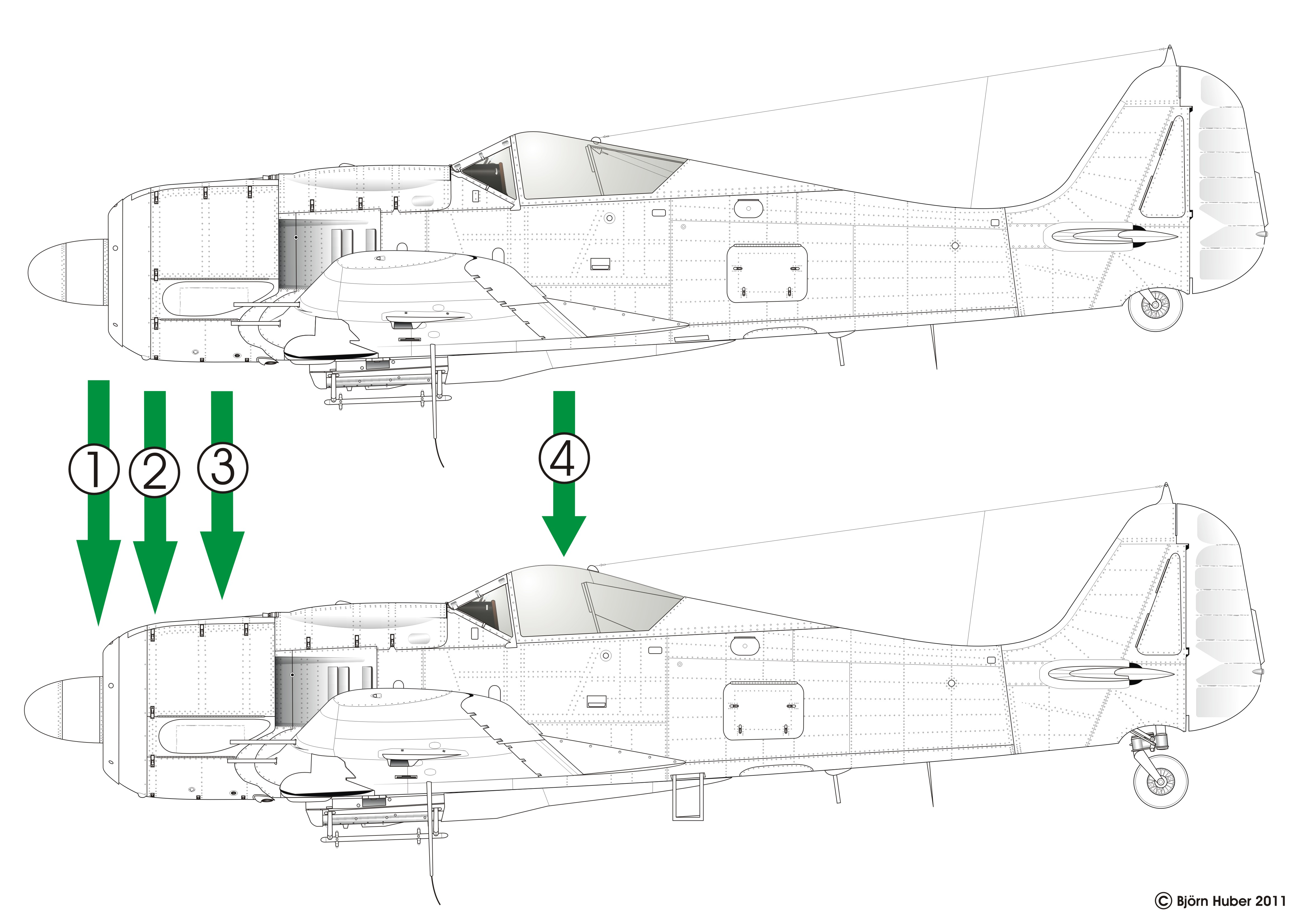
Différences sélectionnées entre les Fw 190 A-8 et A-9.
1. Réservoir d'huile blindé plus solide et agrandi (carénage 30 mm plus long)
2. Ventilateur de refroidissement à 14 pales au lieu de 12
3. Remplacement de la BMW 801 D-2 par la BMW 801 S
4. Équipement standard avec la nouvelle verrière permettant une meilleure visibilité

En décembre 1943, le A-7 voit le remplacement des mitrailleuses de capot par des Rheinmetall-Borsig MG 131 de 13 mm et de la FuG 16 ZE par une ZY. De plus, un collimateur à réflexion Revi 16 est monté pour faciliter les tirs avec déflexion. 
Après environ quatre cents exemplaires, la production passe au A-8 qui s'en différencie par l'emport d'un petit réservoir de 115 litres, placé derrière les principaux, contenant, au choix, du mélange supplémentaire pour la surpuissance MW 50 ou du carburant normal. Il constitue avec plus de 2 000 avions, la dernière version de chasse produite en quantité. Il apparaît sur le front en mars 1944.
Le A-9 qui le suit avec son moteur BMW 801 E, arrive trop tard et ne peut en effet être construit qu'à quelques centaines d'exemplaires à partir de septembre 1944.

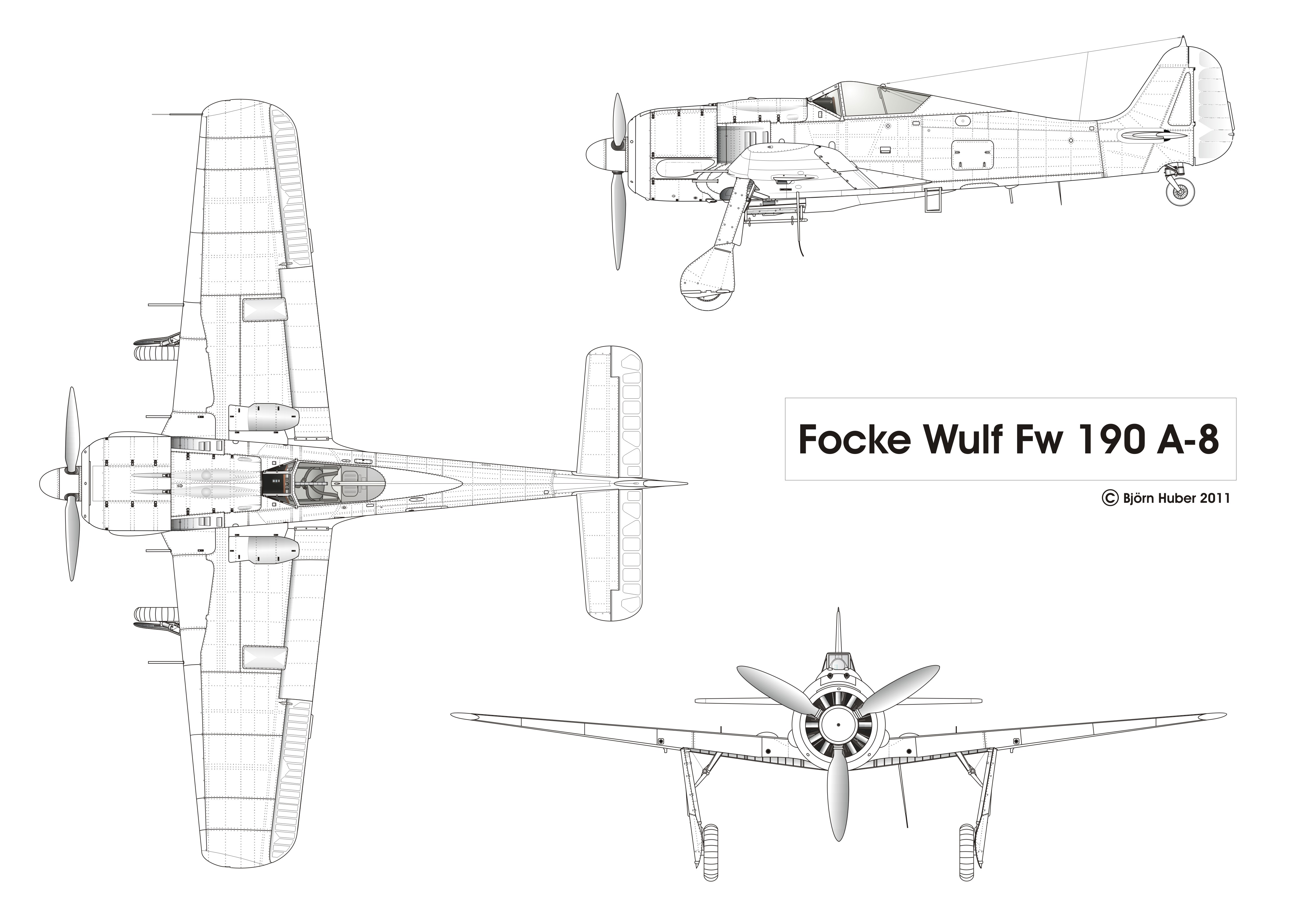
Vues du Focke-Wulf Fw 190 A-8
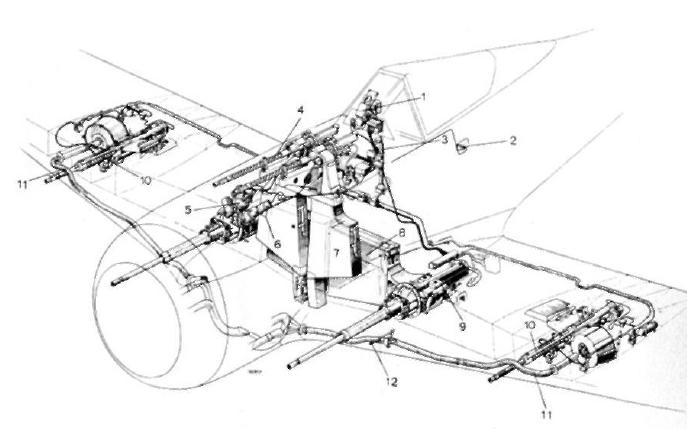
Schéma d'armement des versions A2 à A5
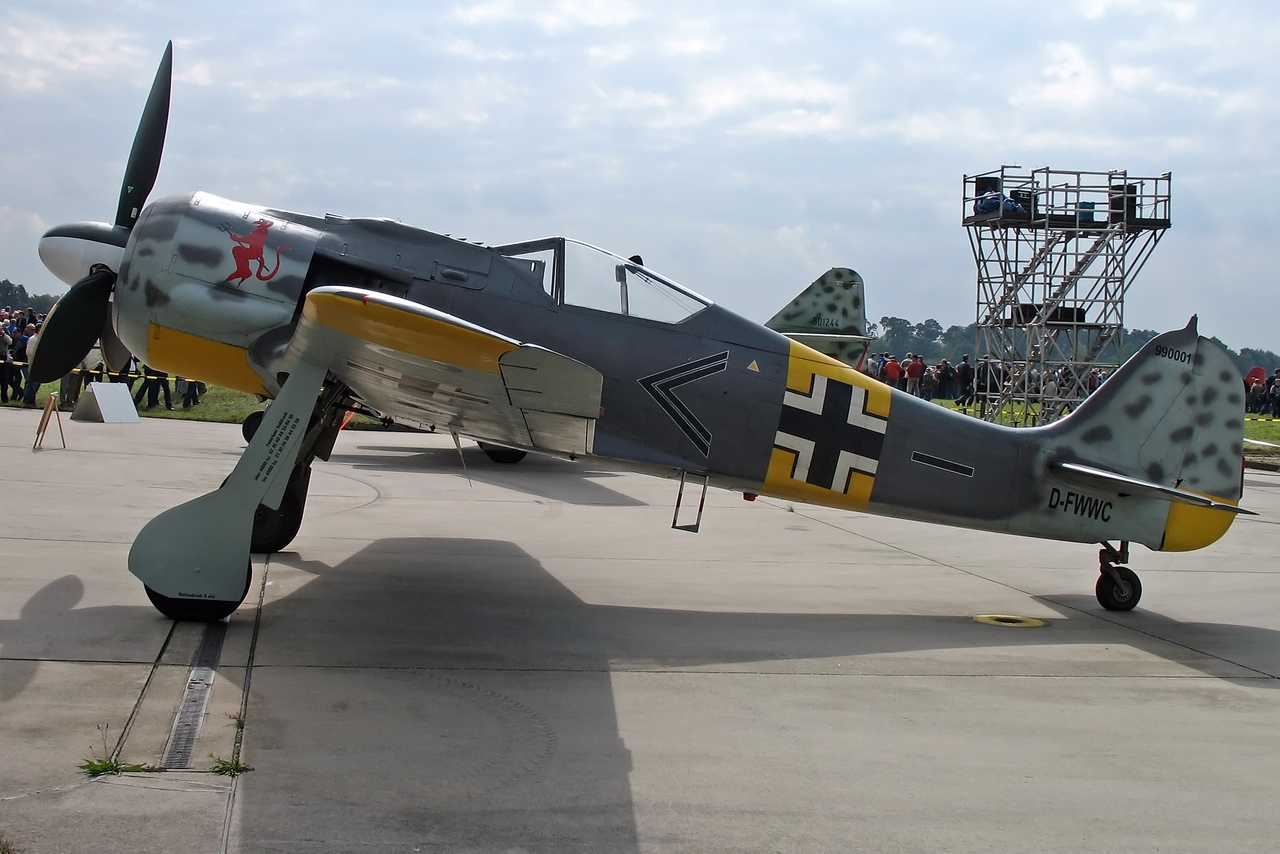
Reproduction d'un Focke-Wulf Fw 190 A8
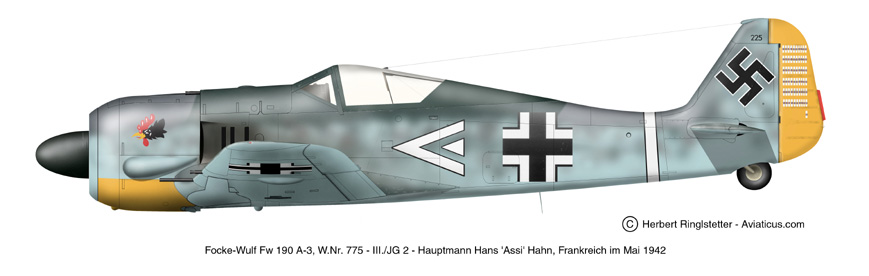
Focke-Wulf Fw 190 A3
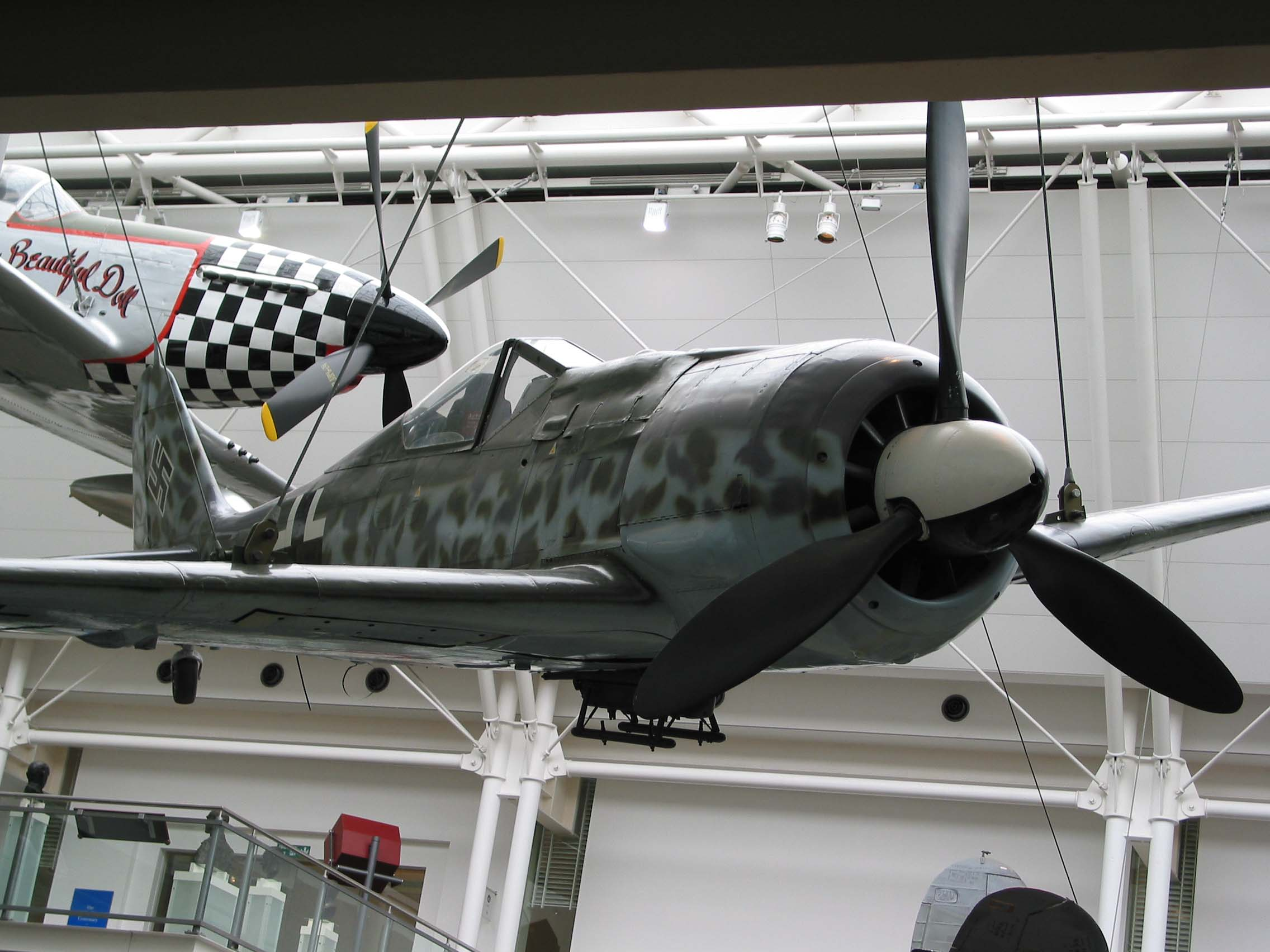
Focke-Wulf Fw 190 A8

## Les chasseurs de haute altitude

### FW 190 B, C et D
Le Fw 190 est un chasseur remarquable, qui fit d'emblée preuve de sa supériorité face à son rival britannique, le Spitfire, à des altitudes basses et moyennes. Cependant, son moteur n'est pourvu que d'un compresseur assez simple, avec un étage et deux vitesses, ce qui empêche l'avion d'être performant en altitude, la puissance du moteur chutant assez rapidement au-dessus de cinq mille mètres. Le bureau d'études de Tank cherche assez rapidement, parallèlement à la production et l'évolution du Fw 190A, à mettre au point une version de haute altitude, au cours de plusieurs programmes successifs.
Au début de 1942, le programme Höhenjäger 1 (« chasseur de haute altitude 1 ») est lancé et donne naissance aux Fw 190 B par des modifications apportées sur deux Fw 190 A-0, le Fw 190 V13 et le V16. Les premiers essais concernent le montage d'un système de surpuissance GM-1 fonctionnant par injection d'oxyde nitrique, ce qui donne de bonnes performances même au-dessus de 7 500 mètres, mais seulement pour un temps limité (environ 17 minutes), car l'accroissement de taille du réservoir d'oxyde nitrique serait trop préjudiciable au comportement de l'avion. On pense alors équiper l'avion d'une version turbocompressée du BMW 801 et d'une surface alaire accrue à 20,3 m2. Mais bientôt, l'usine BMW annonce qu'elle est dans l'impossibilité de livrer le moteur dans les délais impartis. On monte donc un Daimler-Benz DB 603 A-0 sur le V13 et le V16. Par la suite le V16 reçoit même un DB 603 E en août 1942 avec lequel il est capable de voler au-dessus de 10 000 mètres pendant plus de deux heures. Mais le RLM n'est pas encore satisfait et demande à atteindre des altitudes de l'ordre de 14 000 mètres de façon prolongée. Les quelques exemplaires réalisés par la suite sont motorisés par le couple BMW 801 D-2 et GM 1 et ils expérimentent les premières cabines pressurisées, qui souffrent encore d'une absence d'étanchéité. En novembre 1942, le choix est fait par Focke-Wulf et le RLM de reporter l'effort sur le Fw 190 C et d'abandonner tout développement ultérieur sur Fw 190 B.

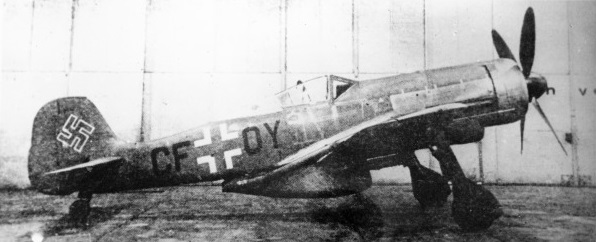
Fw 190 V18

Le prototype du Fw 190 A-0 V13 est de nouveau remotorisé avec un BMW 801 C-1 entraînant une hélice quadripale. 
Le V18/U1, surnommé « Kangourou » par les pilotes d'essai, développait une puissance de 1 600 ch à 10 700 m d'altitude grâce au turbocompresseur de son moteur DB 603 A. Il était doté aussi d'une dérive agrandie. Six Fw 190 C-0, basés sur la configuration du V18, sont par la suite produits pour tester différents turbocompresseurs: deux avec des Hirth-Motoren 2281 et quatre avec des DVL TK-11. Mais le manque de fiabilité et le coût élevé des turbocompresseurs provoquent l'arrêt du programme à la fin de 1943.

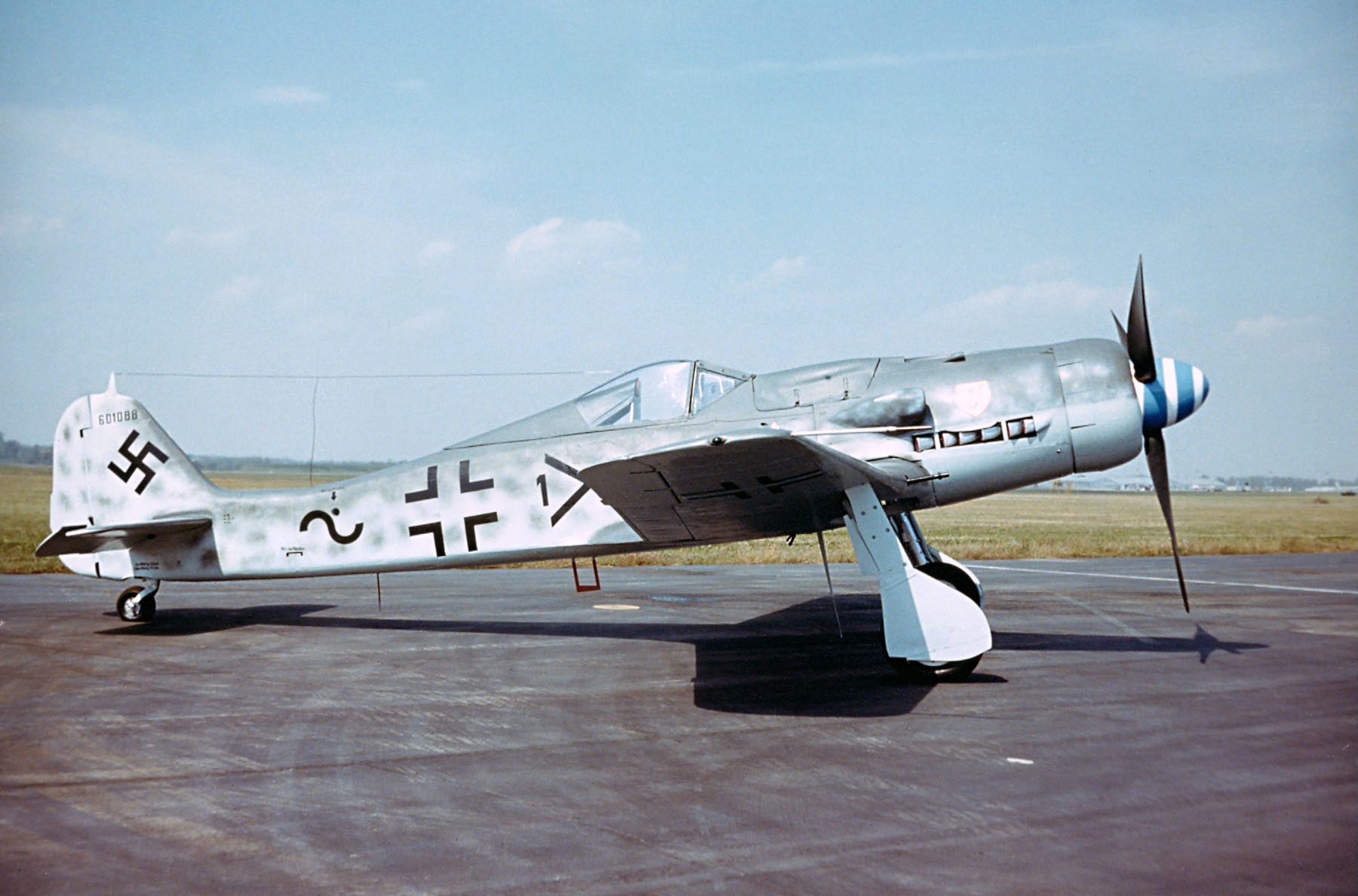
Fw 190 D-9 au Musée de l'US Air Force à Dayton (Ohio)

Malgré ces échecs, Focke-Wulf travaille sur un autre Fw 190 A-0, le V17, qui a été modifié pour être motorisé par un moteur à 12 cylindres en V, le Junkers Jumo 213A. Ce modèle vole en mars 1942 et, par la suite, cinq cellules de Fw 190 A-8 sont aussi modifiées. De bonnes performances étant atteintes sans tomber dans les travers des essais précédents, une présérie D-0 est lancée et après quelques modifications sur le groupe propulseur et l'empennage, une série, le Fw 190 D-9, est lancée en juin 1944. Le remplacement du moteur en étoile par un moteur en ligne modifie la silhouette de l'avion, ce qui valut à la série D le sobriquet « long nez ». Elle commence à être déployée au sein du III./JG 54, qui protège alors les Messerschmitt Me 262 du JV 44. Par la suite, il est aussi déployé dans de nombreuses unités de la Luftwaffe et se révèle un adversaire très dangereux pour tous les avions alliés, bien qu'il ne soit considéré par les Allemands que comme un appareil de transition vers le Focke-Wulf Ta 152.
Caractéristiques du Fw 190 D-9

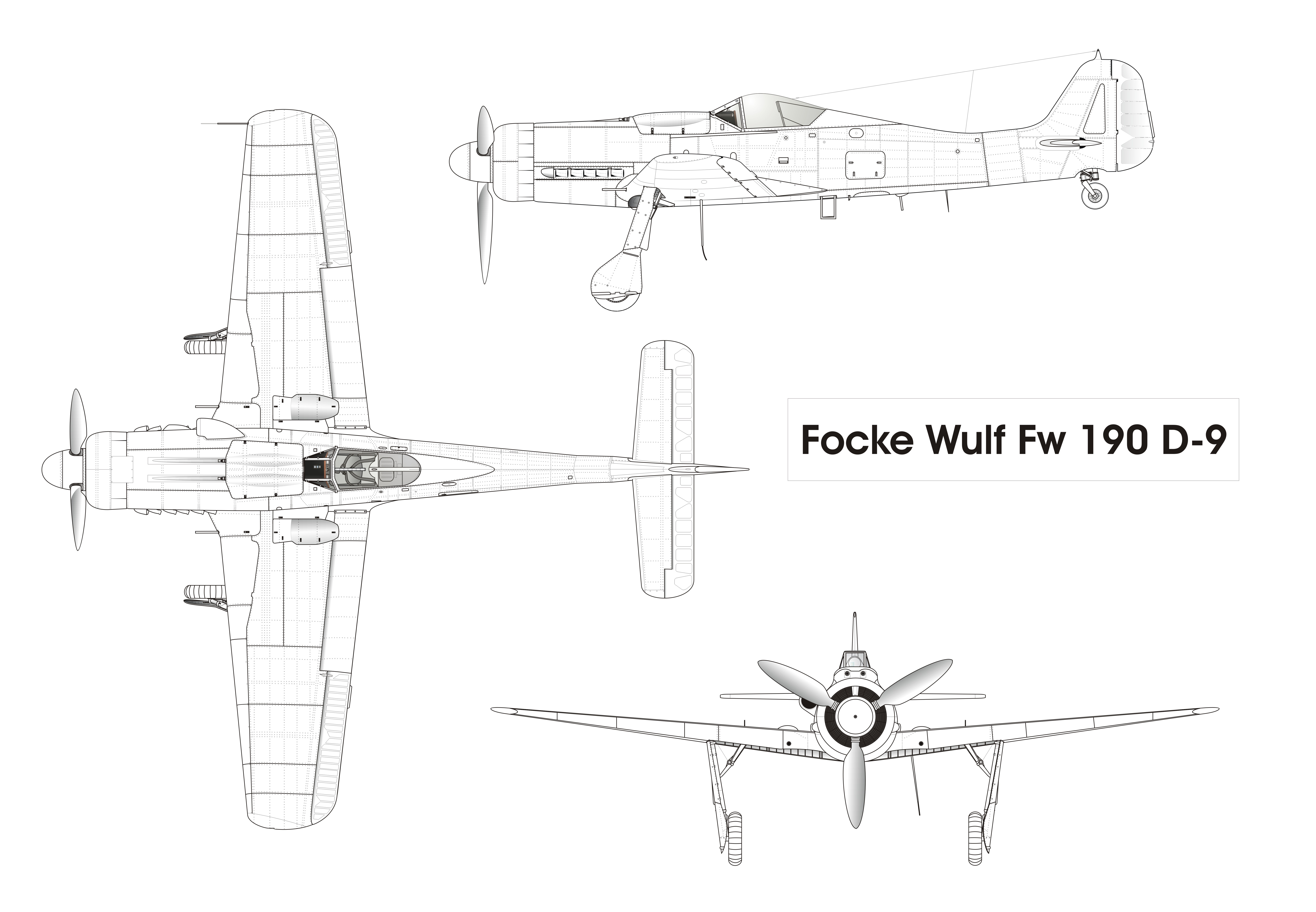
Vues du Fw 190 D-9

- Production : 750 incluant D-9 et D-9 R11 (chasseur tout temps)
- Motorisation : Junkers Jumo 213 A-1 à injection d'eau de 2 240 ch
- Envergure : 10,506 m
- Longueur : 10,192 m
- Hauteur : 3,35 m
- Poids à vide: 3 590 kg
- Poids en charge maximum: 4 300 kg
- Plafond : 12 000 m
- Autonomie : 837 km
- Vitesse maximum : 685 km/h avec injection de MW 50 (Methanol Wasser= mélange à 50 % eau-méthanol)
- Armement :
  - Deux mitrailleuses de 13 mm MG 131 montées dans le capot moteur avec 400 coups par arme
  - Deux canons de 20 mm MG 151/20 placés dans les emplantures d'ailes alimentés à 250 coups par arme.

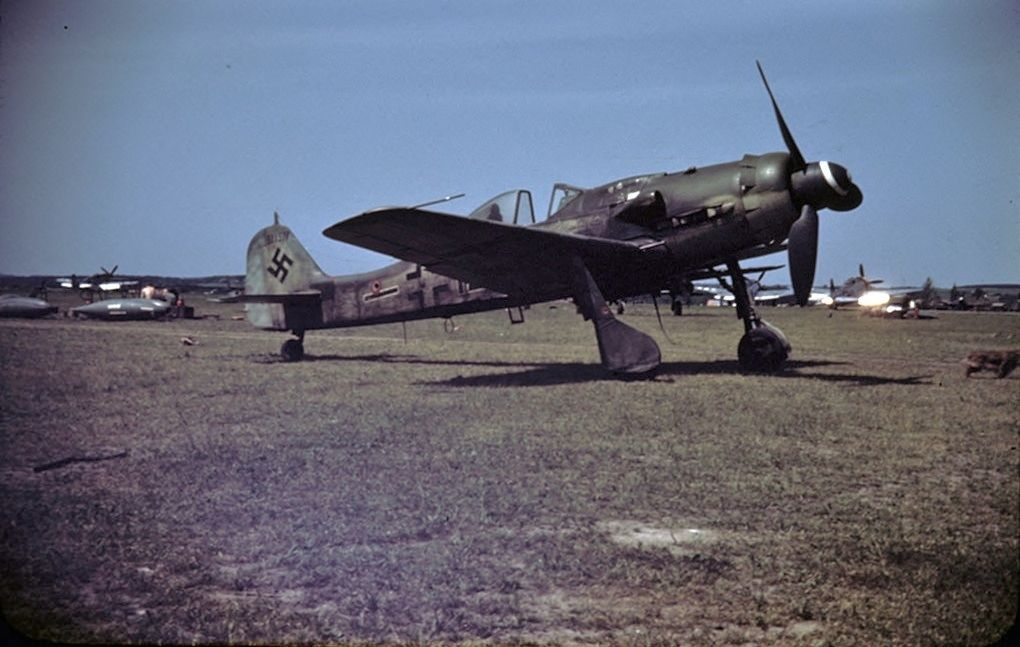
Focke-Wulf Fw 190 D9 à la fin du conflit à Fürth Atzenhof
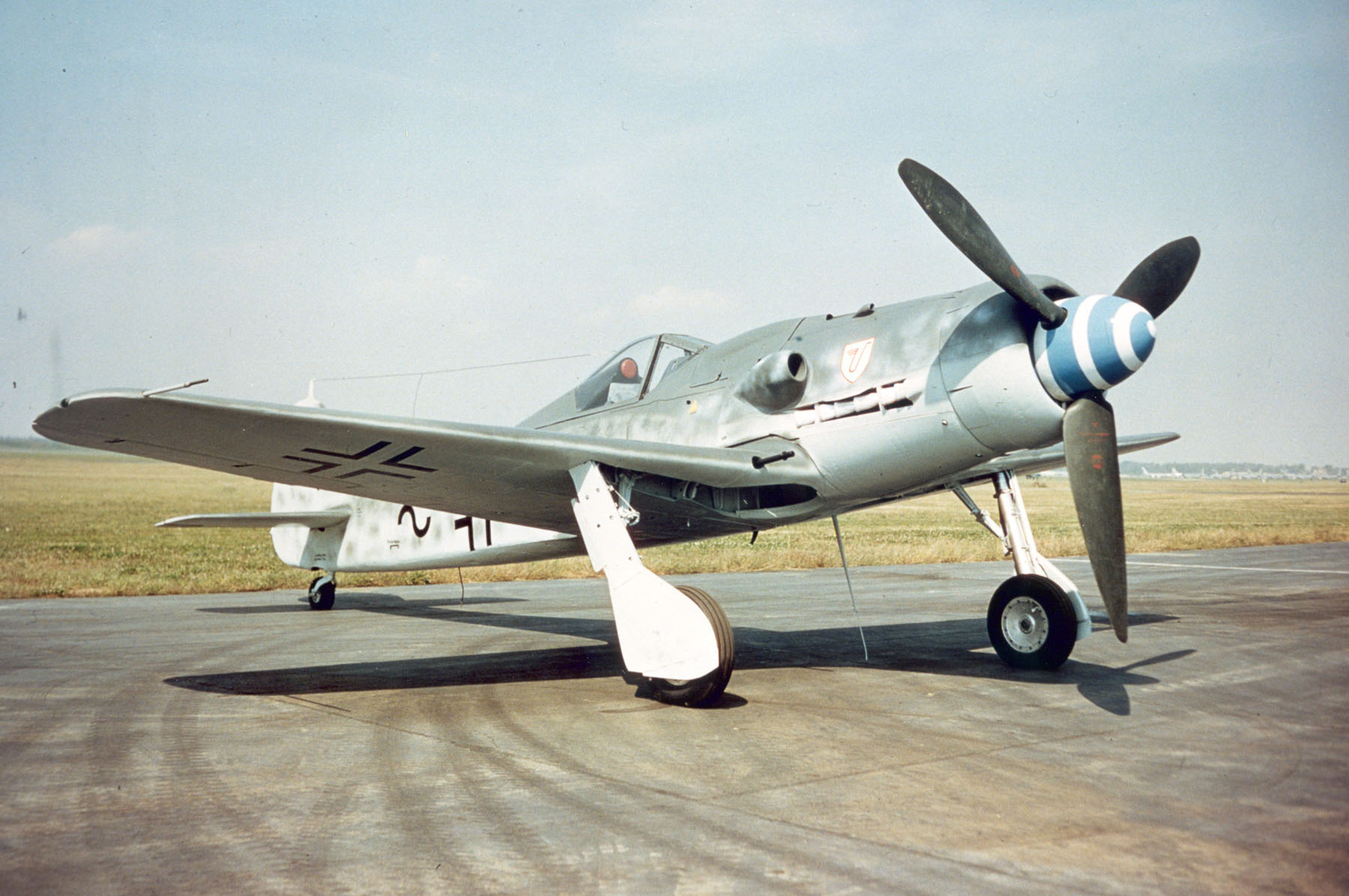
Focke-Wulf Fw 190 D9
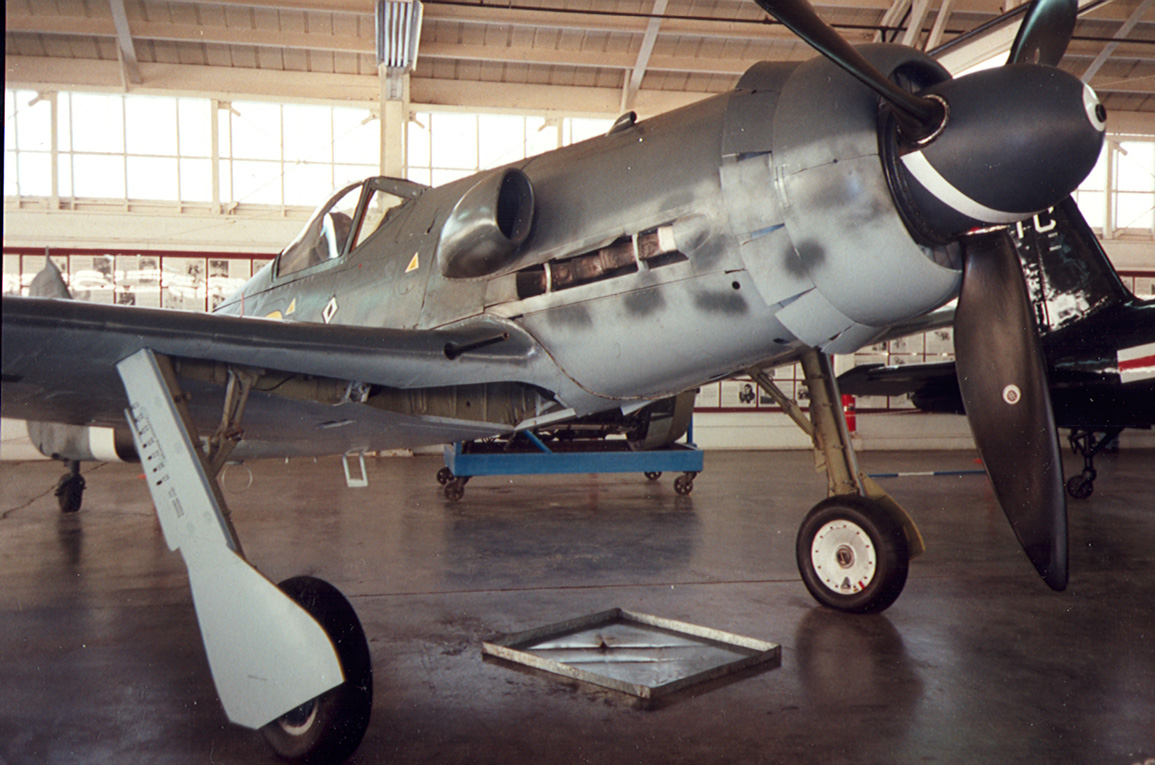
Focke-Wulf Fw 190 D12

## Les chasseurs-bombardiers, «Jagdbomber» et «Schlachtflieger»

### Fw 190 F et G
Très vite, le Fw 190 A, va être adapté pour un emploi en tant que chasseur-bombardier. Depuis les premières conversions de Bf 109 dans ce rôle au cours de l'année 1940, chaque escadre de chasse allemande (Jagdgeschwader), a formé une dixième escadrille de chasseurs-bombardiers (Jagdbomberstaffel), et dès le Fw 190 A-2, une variante de chasse bombardement, le Fw 190 A-2/U3 est créé et commence à équiper la 10. (Jabo)/JG 26, basée à Saint Omer, à partir de juin 1942. La modification /U3, consiste dans le montage d'un lance-bombe ETC 501, capable d'emporter une bombe de 500 kg, soit quatre de 50 avec un adaptateur, l'application d'un blindage protégeant le dessous du moteur, et le démontage des canons MG-FF pour économiser du poids.
Le Fw 190 A-3 ne semble pas avoir bénéficié d'une modification similaire, mais le A-4, la voit réapparaître, ainsi qu'une variante, dite « Jabo-Rei », destinée plus particulièrement aux raids de pénétration, en particulier au-dessus de l'Angleterre. Ce Fw 190 A-4/U8, voit son armement fixe réduit aux seuls MG 151/20, il emporte aussi un ETC 501 sous le fuselage, mais aussi deux points d'emport empruntés au Ju 87 qui permettent le montage d'un réservoir largable de trois cents litres de carburant sous chaque aile, la masse au décollage étant alors supérieure à quatre tonnes et demie. Par la suite, les deux modifications seront reclassifiées respectivement, Fw 190 F-1 et Fw 190 G-1.

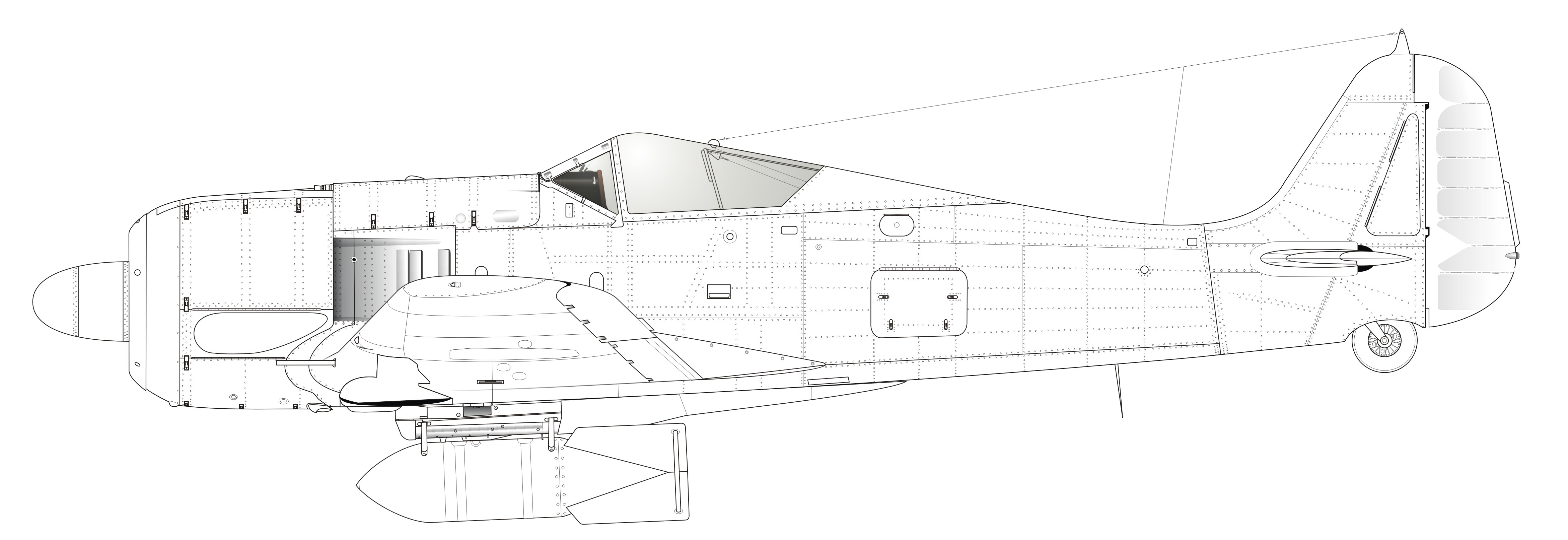
Fw 190 F-2 avec une bombe SC-500 (500 kg) sur un support ETC 501

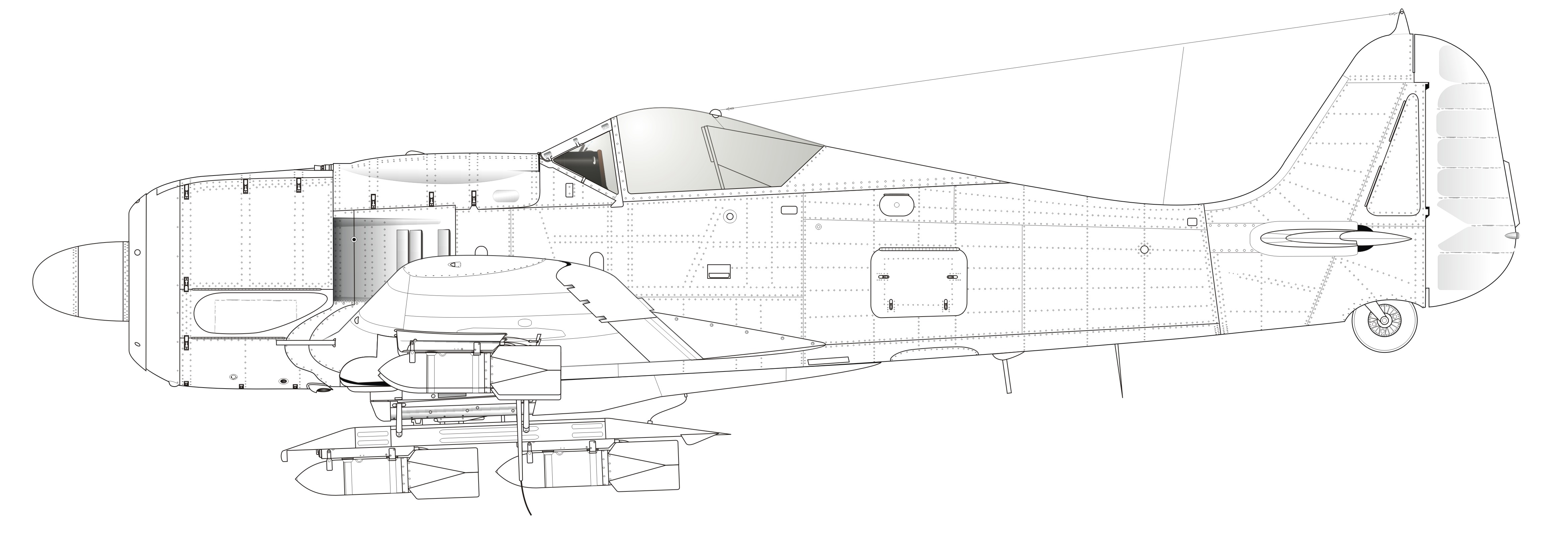
Fw 190 F-8 avec quatre bombes SC 50 sur un support suspendu ER 4 et quatre SC 50 sur un support ETC 71

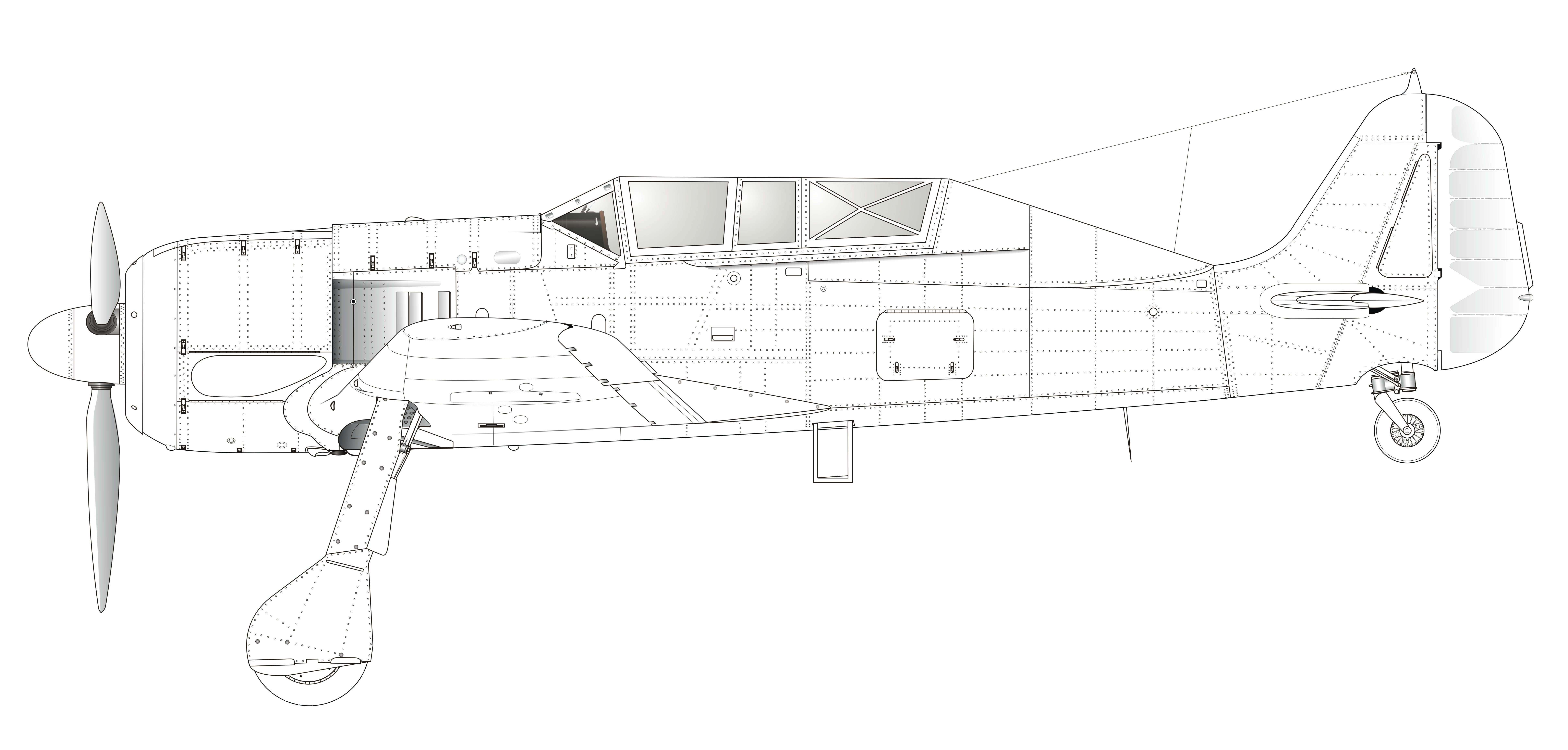
Fw 190 S-5 construit à partir d'un A-5

Le Fw 190 A-5 a lui aussi ses /U3 et /U8, qui deviendront les Fw 190 F-2 et G-2. Sa variante U17 devient, elle, le Fw 190 F-3 Panzerblitz qui bénéficie d'une verrière bombée pour améliorer la visibilité du pilote et de deux Rüstsätze (kits), l'emport de quatre lance-bombes ETC 50 supplémentaires, la R1, ou le montage de deux canons MK 103 en nacelle sous les ailes, la R3. Il est suivi par le F-8, basé lui sur une cellule de Fw 190 A-8, en février 1944, qui bénéficie de nombreux dérivés dont en particulier des bombardiers torpilleurs, puis par le F-9, basé sur l'A-9 et donc motorisé par un BMW 801 E. L'ultime version, le Fw 190 F-15 sera produite à quelques exemplaires à partir de février 1945. Cette série F est utilisée pour remplacer les Junkers Ju 87 pour l'appui-feu des troupes au sol. Les anciennes escadres de bombardiers en piqué (Sturzkampfgeschwader) sont transformées en escadres de bataille (SchlachtGeschwader). Pour faciliter la conversion des pilotes habitués aux lents Stuka, sur ces machines peu différentes des chasseurs, quelques exemplaires biplaces sont même réalisés, les Fw 190 A-8/U1 qui seront par la suite rebaptisés Fw 190S-8 (le « S » signifiait « Schulflugzeug », « avion-école » en allemand).
Parallèlement, la production et l'évolution de la série G, se poursuit, avec l'apparition du G-3 ou Fw 190 A-5/U13, équipé d'un radiocompas PKS 11/12 Kurssteuerung, et d'une masse au décollage de 4 795 kg. Il expérimente l'emport et le largage d'un bombe de 1,8 tonne et une version de nuit, la Fw 190 G-3/N, est produite et est utilisée par la 51e escadre de bombardiers (Kampfgeschwader) et le 20e groupe d'attaque de nuit (Nachtschlachtgruppe). Le G-4 ne sera qu'une modernisation du G-1, avec le radiocompas du G3. Le G-5, motorisé par un BMW 801 E, et prévu à la production en mars 1945, ne sera finalement pas produit, ainsi que son dérivé G-6, le G-7 ne sera lui-même pas projeté. Par contre le G-8, dérivé du A-8, sera le Fw 190 G, le plus produit avec huit cents exemplaires.
Caractéristiques du Fw 190 F-8
- Production : 550
- Motorisation : BMW 801 D-2 à injection d'eau de 2 000 ch
- Envergure : 10,51 m
- Longueur : 9,00 m
- Poids : 3 973 kg
- Plafond : 10 600 m
- Autonomie : 800 km
- Vitesse max. : 670 km/h
- Armement : deux MG 131 de 13 mm montées dans le capot moteur et deux canons MG 151/20 de 20 mm placés dans les emplantures d'ailes. Il pouvait emporter une bombe de 500 kg ou quatre à fragmentation de 50 kg.

Caractéristiques Fw 190 G-8
- Production : 800
- Motorisation : BMW 801D-2 à injection d'eau de 2000 ch
- Envergure : 10,51 m
- Longueur : 9,00 m
- Poids : 3 973 kg
- Plafond : 10 600 m
- Autonomie : 1 660 km avec une bombe de 500 kg à 405 km/h
- Vitesse max. : 565 km/h
- Armement : Un lance-bombe ETC 501 (bombes de 250 ou 500 kg) et deux canons de 20 mm MG 151/20

## L'emploi opérationnel

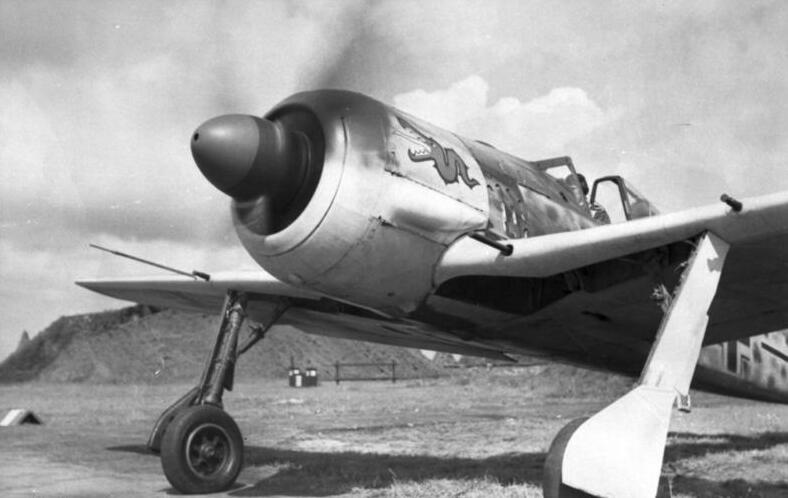
Fw 190A-3 du II./JG 1 à Katwijk (Hollande), été 1942

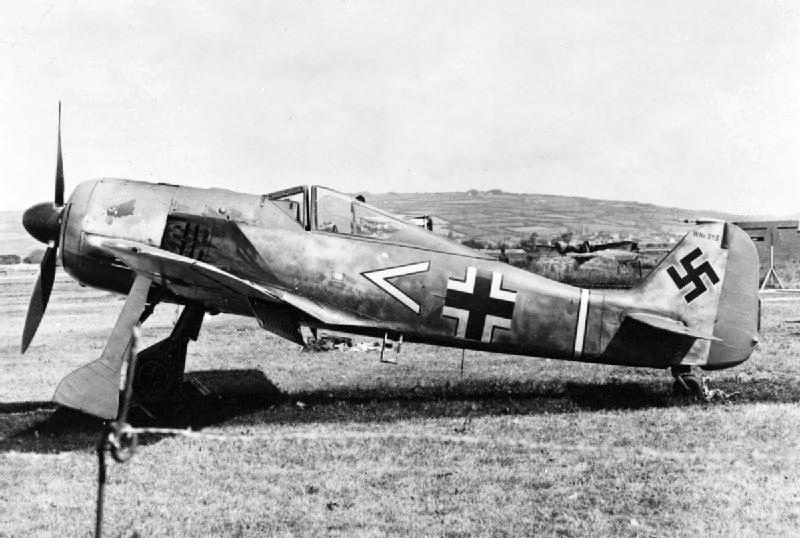
Le Focke-Wulf Fw 190A-3 de Armin Faber du III/JG 2 sur la base aérienne de la RAF de Pembrey en juin 1942.

Les livraisons du Focke-Wulf 190 A1 commencèrent au II./JG 26 en Belgique en juillet 1941, et l'avion eut son baptême du feu le 1er septembre 1941, au cours duquel un Schwarm (« patrouille ») de quatre Fw 190 du s'adjugea trois Spitfire sans subir de perte. Le premier Fw 190 abattu fut celui du Gruppenkommandeur Walter Adolf, chef du II./JG 26, détenteur de 29 victoires remportées lors d'une sortie contre des Bristol Blenheim de la Royal Air Force, le 18 septembre, au-dessus d'Ostende. Leur première action de grande envergure fut la couverture du passage de la Manche par les croiseurs de bataille Scharnhorst et Gneisenau, en février 1942. Surnommé « Anton » par les pilotes, l'avion malgré son armement faible et le manque de fiabilité de son moteur, se révèle déjà un redoutable adversaire, il est d'emblée supérieur au Spitfire Mk.V. La Royal Air Force crut d'abord avoir affaire a une version améliorée du Bloch MB.150 ou Curtiss H.75, une fois qu'elle eut pris conscience de la menace, un raid de commandos fut planifié pour capturer l'avion : l'opération Airthief. L'atterrissage par erreur de l'Oberleutnant Armin Faber à bord de son A-3 en Angleterre fit annuler l'opération, mais l'évaluation de l'appareil inquiéta les Britanniques. Le Spitfire Mk.IX portait tous les espoirs, lors du débarquement de Dieppe, en août 1942, pendant lequel l'état-major pensait bien amener les Focke-Wulf à combattre. Le résultat fut décevant, le Mk.IX semblait égaler le Fw 190 A, mais le Mk.V était complètement dominé, comme le prouva Josef Wurmheller, qui en descendit sept dans la journée à bord de son A-3. La série A-4 arriva à la fin de l'année, marqua le début de l'emploi de l'avion sur le front de l'Est. Le 31 octobre, un raid de 30 Fw 190 A, s'en prit à la ville anglaise de Canterbury, en représailles des raids du Bomber Command.
L'année 1943, vit l'apparition d'une nouvelle menace avec les raids massifs de jour des bombardiers américains, dont la solidité et l'armement défensif important prirent tout d'abord les pilotes allemands de court, la tactique d'attaque habituelle, par l'arrière, se révélant de plus en plus dangereuse et de moins en moins efficace. La parade émergea bientôt par des passes frontales en formation contre les vagues de bombardiers, les quatre canons du Focke-Wulf se révélèrent meurtriers à ce jeu, si bien qu'après l'échec et les pertes des raids sur Schweinfurt et Regensburg, le 14 octobre, l'USAF dut renoncer aux raids non escortés et attendre l'arrivée de chasseurs à long rayon d'action comme le P-51 Mustang, pour reprendre ses frappes au cœur de l'Allemagne. Cependant les passes frontales requéraient des pilotes expérimentés pour les mener, du fait des vitesses de rapprochement élevées. Lorsque la Luftwaffe manqua de ceux-ci, on dut employer de nouveau des tactiques d'approche par l'arrière, avec des avions surblindés, surarmés, lourds et incapables de se défendre contre les chasseurs adverses. Le Fw 190 fut néanmoins toujours respecté par les pilotes de bombardiers, comme le prouve l'anecdote suivante : Boeing envoya à une unité de bombardement une plaquette publicitaire où figurait un Fw 190 et la légende « Who's Afraid of The Big Bad Wulf? » (« Qui a peur du grand méchant loup ? »). La publicité lui fut renvoyée, annotée « We are. » (« nous ») et signée par toute l'unité. Les Focke-Wulf étaient la plupart du temps spécialisés à cette époque dans la destruction des bombardiers, ils étaient alors couverts par des Messerschmitt Bf 109 qui avaient pour mission de les protéger des chasseurs américains.
Une autre tâche que remplit le Fw 190 A fut la destruction des bombardiers de nuit britanniques, selon la tactique dite « Wilde Sau » (truie sauvage). Le pilote était au cours de ce genre de mission livré à lui-même, son appareil était un chasseur de jour seulement modifié par le montage de cache-flammes sur l'échappement et les armes. Il se dirigeait vers une zone bombardée, volant plus bas que les Britanniques et cherchait à repérer les bombardiers grâce à la lumière des incendies et des projecteurs, il pouvait dès lors les rejoindre par en dessous et les attaquer. Cette tactique fut mise au point en grande partie et perfectionnée par le major Hajo Hermann. Elle fut très utile et peut-être la seule lorsque les Britanniques employèrent des paillettes métalliques (Chaffs) pour brouiller les radars allemands. Néanmoins les pertes furent nombreuses, du fait de la nécessité de voler de nuit, souvent par mauvais temps, dans un avion non équipé pour cela.
Le Focke-Wulf Fw 190 fut l'appareil de nombreux as de la Luftwaffe, Otto Kittel avec 220 victoires sur le A-4 et le A-5, est le meilleur sur l'avion, mais Walter Nowotny, Heinz Bär, Hermann Graf et Kurt Bühligen obtinrent de nombreux succès sur l'appareil. De même, les pilotes des Schlachtgruppe, bien que leur rôle soit principalement l'attaque au sol, se révélèrent à plusieurs occasions de redoutables combattants, leurs Fw 190 F, permirent d'atténuer un peu la pénurie de chasseurs dont souffrait la Luftwaffe sur le front de l'Est à la fin de la guerre.

## Récapitulatif des variantes
D'une grande polyvalence, surtout du fait de sa construction extrêmement modulaire, le Focke-Wulf Fw 190 connut de très nombreux dérivés, destinés à remplir des missions très diverses. Au départ, les avions étaient tous désignés Fw 190 A, seuls Fw 190 B, C et D désignant les variantes successives coexistaient avec la série principale. Ces modèles était déclinés en versions successives au fur et à mesure de leur amélioration progressive, notées par des chiffres, ainsi le A-4 était la quatrième version du modèle A. Les modifications apportées en usine (U pour Umrüst-Bausatz = kit de modification) et assemblées dans les ateliers du front (« R » pour « Rüstsatz », « kit complémentaire »), changeaient alors l'avion pour remplir des missions plus spécialisées. En 1944, pour simplifier le nommage des variantes, quatre nouvelles désignations principales furent créées, Fw 190 E pour les conversions destinées à la reconnaissance dérivée des kits /U4, Fw 190 F pour les avions d'appui au sol dérivés des kits usine /U3 et Fw 190 G pour les chasseurs-bombardiers à long rayon d'action dérivé des kits /U8. Il convient cependant d'être prudent avec tout catalogue des versions du Fw 190, car les diverses modifications sont nombreuses et parfois de détail ; parfois plusieurs sont appliquées sur le même avion, et on relève souvent de nombreuses contradictions selon les sources.
- les prototypes

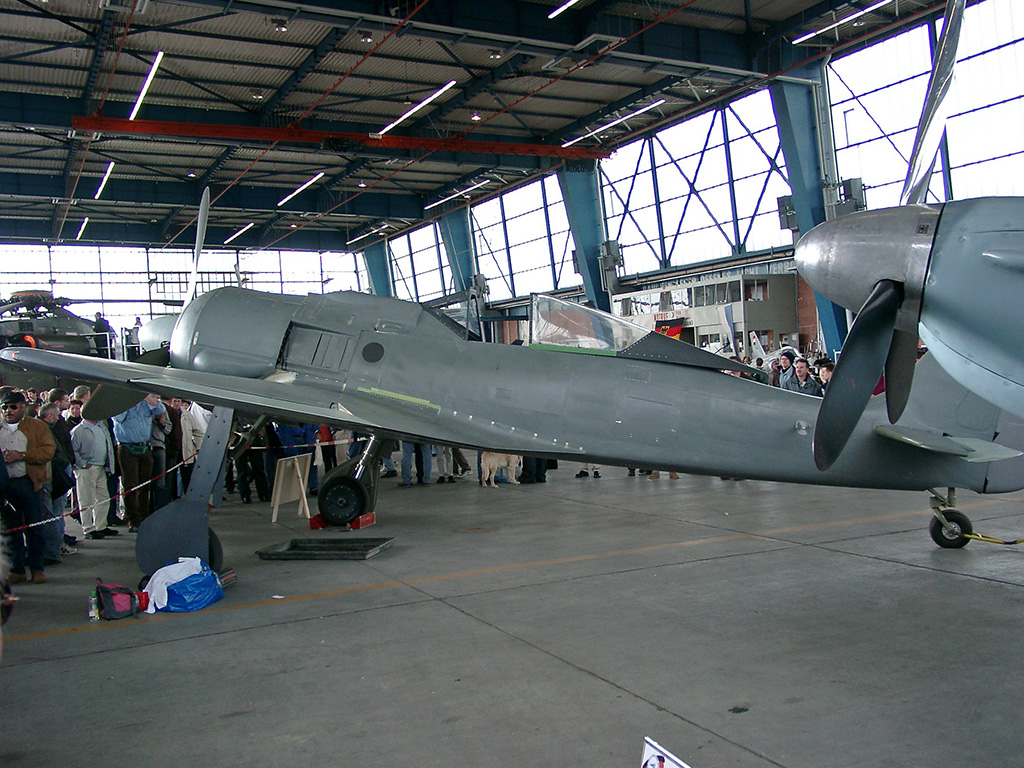
reproduction d'un A-9

  - Fw 190 V1 premier prototype à moteur BMW 139 (it) de 1 550 ch non armé, pesant 1 804 kg à vide et capable de voler à 595 km/h, capot moteur refondu à la fin 1939 et 2 mitrailleuses MG 17 ajoutées sur le capot.
  - Fw 190 V2 deuxième prototype armé par deux MG 17 de capot et 2 MG 131 de 13 mm d'aile, s'écrase après 50 h de vol à la suite d'une rupture du vilebrequin.
  - Fw 190 V3 et Fw 190 V4 basés sur le V1, furent mis au rebut à la suite de l'adoption du BMW 801.
  - Fw 190 V5 premier prototype motorisé par le BMW 801.
  - Fw 190 V5g Reconstruction du V5 endommagé à la suite d'un accident au roulage, avec une surface alaire agrandie de 15 m2 à 18,3 m2.
  - Fw 190 V6 dernier prototype basé sur le Fw 190 V5g.

- les Fw 190 A
  - Fw 190 A-0 exemplaires de présérie : de 008 à 014, basé sur le Fw 190 V5k et de 015 à 027, basé sur le Fw 190 V5g, ils servirent à de nombreuses expérimentations, entre autres le V13, le V16 et le V18 furent employés pour les programmes Fw 190 B et C.
    - Fw 190 A-0/U1 ailes courtes, moteur BMW 801 C-0 ou C-1, 4 MG 17.
    - Fw 190 A-0/U2 ailes courtes, moteur BMW 801 C-0 ou C-1, 2 MG 17 et 2 MG 131.
    - Fw 190 A-0/U3 ailes longues, moteur BMW 801 C-0 ou C-1, 4 MG 17 et 2 MG-FF/M.
    - Fw 190 A-0/U4 ailes longues, moteur BMW 801 C-0 ou C-1, 4 MG 17 et 2 MG-FF/M, lance-bombes ETC 501 sous le fuselage.
    - Fw 190 A-0/U5 ailes longues, moteur BMW 801 C-0 ou C-1, 4 MG 17 et 2 MG 151/20.
    - Fw 190 A-0/U6 non construit avec moteur Wright.
    - Fw 190 A-0/U10 ailes longues, moteur BMW 801 C-1, 2 MG 17, 2 MG-FF/G2 et 2 MG 151/20.
    - Fw 190 A-0/U11 ailes longues, moteur BMW 801 C-1, 4 MG 17 et 2 MG-FF/M.

  - Fw 190 A-1 102 exemplaires, première série de chasseurs, moteur BMW 801 C-1, 4 mitrailleuses MG 17 de 7,92 mm synchronisées (deux sur le capot moteur et deux à l'emplature des ailes) et 2 MG FF dans les ailes.
    - Fw 190 A-1/U1 remotorisé avec un BMW 801 D-1.
    - Fw 190 A-1/U2 remotorisé avec un BMW 801 D-2.

  - Fw 190 A-2 environ 950 exemplaires, les mitrailleuses d'emplanture d'aile cèdent la place à des canons MG 151 de 20 mm avec 200 coups, la plupart avec un moteur BMW 801 C-2, les derniers avec un D-2, masse 3 500 kg.
    - Fw 190 A-2/U1 prototype de chasseur tout temps avec radiocompas PKS.
    - Fw 190 A-2/U3 avion d'attaque au sol, avec lance-bombe ETC 501 ventral, sans les MG FF, blindages supplémentaires.
    - Fw 190 A-2/U4 avion de reconnaissance avec deux caméras, une Rb 12,5/7x9 et une Robot-Kamera, avec lance-bombe ETC-501 ventral, sans les MG-FF.

  - Fw 190 A-3 2 165 exemplaires, moteur BMW 801 C2/D-1/D-2 de 1700/1730 ch, blindage accru. En cours de série, la radio FuG 7 (HF) cède la place à une FuG 16 Z (VHF), masse 3 800 kg.
    - Fw 190 A-3a 60 ou 70 exemplaires exportés en Turquie.
    - Fw 190 A-3/U1 prototype de chasseur-bombardier avec lance-bombe ETC 501 sous le fuselage et ETC 50 sous les ailes.
    - Fw 190 A-3/U2 prototype avec roquettes antichars RZ 65.
    - Fw 190 A-3/U3 prototype d'attaque au sol avec lance-bombe ETC 250 sous le fuselage et 2 ETC 50 sous les ailes.
    - Fw 190 A-3/U4 avion de reconnaissance similaire au Fw 190 A-2/U4, 12 exemplaires.
    - Fw 190 A-3/U7 chasseur allégé pour la haute altitude.

  - Fw 190 A-4 plus de 900 exemplaires, apparition du kit de surpuissance eau et méthanol MW 50, Rüstsätze appliqués : /R1, radio air sol FuG 16 ZE et /R6, montage de deux roquettes air-air WGr.21 de 210 mm.
  - *Fw 190 A-4/Trop version tropicalisée, décembre 1942.
    - Fw 190 A-4/U1 chasseur-bombardier avec lance-bombe ETC 501 sous le fuselage et MG-FF retirés, blindage réduit.
    - Fw 190 A-4/U3 chasseur d'assaut avec lance-bombe ETC 501 sous le fuselage, surblindé et MG-FF retirés, Robotkamera, renommé plus tard en Fw 190 F-1.
    - Fw 190 A-4/U4 avion de reconnaissance similaire au Fw 190 A-2/U4.
    - Fw 190 A-4/U8 chasseur-bombardier à long rayon d'action avec lance-bombe ETC 501 sous le fuselage et sous chaque aile, et MG 17 et MG-FF retirés, renommé plus tard en Fw 190 G-1.

  - Fw 190 A-5 environ 1 500 exemplaires, allongement du bâti-moteur de 13,5 cm, Rüstsätze appliqués : /R1, radio air sol FuG 16 ZE et /R6, montage de deux roquettes air-air WGr.21 de 210 mm.
    - Fw 190 A-5/U1 chasseur-bombardier.
    - Fw 190 A-5/U2 chasseur de nuit avec emport de réservoir de 300 l sous les ailes, cache-flamme d'échappement, et MG-FF et MG 17 retirés.
    - Fw 190 A-5/U3 chasseur-bombardier avec lance-bombe ETC 501 sous le fuselage et 2 ETC 250 sous les ailes, MG-FF et MG 151/20E retirés, renommé par la suite en Fw 190 F-2.
    - Fw 190 A-5/U4 version de reconnaissance avec deux caméras Rb 12,5/7 ou une Rb 75/30 ou une Rb 50/30 ou une Rb 20/30, MG-FF et MG 151/20E retirés, renommé Fw 190 E-1 par la suite.
    - Fw 190 A-5/U7 MG-FF remplacés par deux Mk 103 en gondole sous les ailes ou deux Mk 108 internes.
    - Fw 190 A-5/U8 chasseur-bombardier à long rayon d'action avec lance-bombe ETC 250 sous le fuselage et deux réservoirs de 300 l sous les ailes, MG-FF et MG 17 retirés, renommé plus tard en Fw 190 G-2.
    - Fw 190 A-5/U9 2 prototypes créés pour l'amélioration de la puissance de feu, les MG-FF sont remplacés par des MG 151/20 et les MG 17 par des MG 131, sert de base pour le A-7.
    - Fw 190 A-5/U11 prototype créé pour l'amélioration de la puissance de feu, les MG FF sont remplacés par des MK 103 de 30 mm en gondole ou des Mk 108 internes.
    - Fw 190 A-5/U12 variante avec des nacelles WB 151 contenant 2 MG 151/20 en lieu et place des MG-FF.
    - Fw 190 A-5/U13 deux prototypes de chasseur-bombardier à long rayon d'action G-3 avec lance-bombe ETC 250 sous le fuselage et 2 ETC50 sous les ailes, MG-FF et MG 17 retirés.
    - Fw 190 A-5/U14 bombardier-torpilleur avec torpille LT-F5b sur un râtelier ETC 501, ailes et roulette de queue agrandies.
    - Fw 190 A-5/U15 bombardier-torpilleur avec torpille Blohm & Voss LT 950, ailes et roulette de queue agrandies.
    - Fw 190 A-5/U16 prototype créé pour l'amélioration de la puissance de feu, armé seulement de deux MK 103 de 30 mm en gondole sous la voilure.
    - Fw 190 A-5/U17 chasseur-bombardier avec emport de réservoir de 300 l sous les ailes et un ETC 501 sous le fuselage, renommé Fw 190 F-3.

  - Fw 190 A-6 plus de 3 000 exemplaires à partir de juin 1943, ailes redessinées, les MG-FF sont remplacés par des MG 151/20, blindage accru et généralisation des kits de conversion en unité R pour Rüstsätze, plus souples, sont appliqués sur les A-6 : /R1, nacelles WB 151 de deux MG 151/20 E à la place des canons extérieurs, /R2, gondoles avec canon MK 108 de 30 mm à la place des canons extérieurs, /R3, gondoles avec canon MK 103 de 30 mm à la place des canons extérieurs, /R4, avec système de suralimentation GM 1 à l'oxyde nitrique, /R6, montage de deux roquettes air-air WGr.21 de 210 mm.
    - Fw 190 A-6/U3 ou Fw 190 A-6/Bo' prototype de chasseur-bombardier avec lance-bombe ETC 501 sous le fuselage et quatre ETC50 sous les ailes.
    - Fw 190 A-6/N chasseur de nuit, basé sur le A-5/U2.

  - Fw 190 A-7, apparu en décembre 1943, environ 400 exemplaires, remplacement des MG 17 par des MG 131 de 13 mm et montage d'un collimateur Revi 16 B. Rüstsätze appliqués : /R1, nacelles WB 151 de deux MG 151/20 E à la place des canons extérieurs, /R2, gondoles avec canon MK 108 de 30 mm à la place des canons extérieurs, /R3 gondoles avec canon MK 103 de 30 mm à la place des canons extérieurs, /R4, prototype avec système de suralimentation GM 1 à l'oxyde nitrique, /R6, montage de deux roquettes air-air WGr.21 de 210 mm. .
  - Fw 190 A-8, apparu en février 1944, plus de 2 000 exemplaires, réservoir arrière contenant soit du carburant supplémentaire soit un appoint de mixture pour le MW 50. Rüstsätze appliqués : /R1, nacelles WB 151 de deux MG 151/20E à la place des canons extérieurs, /R2, gondoles avec canon MK 108 de 30 mm à la place des canons extérieurs, /R3 gondoles avec canon MK 103 de 30 mm à la place des canons extérieurs, /R7, Rammjäger, littéralement chasseur d'abordage, version surblindée pour l'attaque à bout portant des forteresses volantes américaines, /R8, Rammjäger avec gondoles du /R2, /R11, chasseur tous temps et système FuG 125 Hermine, /R12, /R11 avec.
    - Fw 190 A-8/U1 trois prototypes de biplaces qui donnèrent naissance au Fw 190 S.

  - Fw 190 A-9 de 200 à 900 exemplaires motorisés par un BMW 801 E.
  - Fw 190 A-10 projet de chasseur bombardier à long rayon d'action, BMW 801 E.
- les Fw 190 S
  - Fw 190 S-8 A-8/U1 renommé.
- les Fw 190 B et Fw 190 C cette désignation couvrit l'ensemble des premières expérimentations réalisées à partir des Fw 190 A-0, V13, V16 et V18, pour mettre au point un chasseur de haute altitude.
  - Fw 190 B-0 4 exemplaires, BMW 801 D-2 et booster GM 1, cabine pressurisée, surface alaire de 20,3 m2.
  - Fw 190 B-1 1 exemplaire, B-0 avec hélice quadripale.
  - Fw 190 B-2 B-1 sans cabine pressurisée, non produit.
  - Fw 190 C-0 ailes du B, moteur DB 603
  - Fw 190 C-1 sans cabine pressurisée.
  - Fw 190 C-2 avec cabine pressurisée.
  - Fw 190 C-0 six exemplaires de présérie, moteur DB 603, avec turbocompresseur.
- les Fw 190 D nouvelle tentative de création d'un chasseur de haute altitude, avec un moteur Junker Jumo 213 A.
  - Fw 190 D-0 présérie, moteur Junker Jumo 213 A-1 de 1 750 ch, 2 MG 17 sur le capot et 2 MG 151 dans les ailes.
  - Fw 190 D-9 dérive agrandie, MG 17 remplacées par des MG 131. Rüstsätze appliqué : /R5 réservoirs largables de 315l sous les ailes, /R11, chasseur tous temps et système FuG 125 Hermine, /R21, /R25. Il apparaît sur le front en septembre 1944.
  - Fw 190 D-10 deux prototypes d'intercepteurs de haute altitude avec moteur Jumo 213 C et MK 108 tirant à travers le moyeux de l'hélice.
  - Fw 190 D-11 sept prototypes d'une version d'appui-feu mieux blindée, moteur Jumo 213F turbocompressé et armé avec deux MG 151/20 et deux MK 108 dans les ailes. Rüstsätze appliqué: /R5 réservoirs largables de 315l sous les ailes, /R11, chasseur tous temps et système FuG 125 Hermine, /R21, /R25.
  - Fw 190 D-12 trois prototypes d'une version de chasse, moteur Jumo 213 F-1 avec booster MW 50, armé avec deux MG 151/20 E dans les ailes et un MK 108 à travers l'hélice. Fiesler et Arado commencèrent la production en janvier et février 1945, mais aucun exemplaire ne fut terminé. Rüstsätze applicables : /R5 réservoirs largables de 315l sous les ailes, /R11 chasseur tout temps.
  - Fw 190 D-13 2 prototypes, V62 et V71, D-12 avec MK 108 remplacé par un MG 151/20, un avec un Jumo 213 E et l'autre avec Jumo 213 F. Rüstsätze applicables : /R5 réservoirs largables de 315l sous les ailes, /R11 chasseur tout temps, /R21, /R25. L'un au moins des appareils fut livré à la JG 26 et piloté par le Kommodore Major Franz Gotz, puis récupéré par les troupes américaines comme prise de guerre, se trouve exposé au Museum of Flight de Seattle (USA).
  - Fw 190 D-14 projet remotorisé avec un Daimler-Benz DB 603 E ou 603 LA, quelques D-9 et D-12 convertis en mars 1945.
  - Fw 190 D-15 projet remotorisé avec un Daimler-Benz DB 603 E et cellule de Fw 190 F.
- les Fw 190 E
  - Fw 190 E-1 Fw 190 A-5/U4 renommé en 1944.
- les Fw 190 F
  - Fw 190 F-1 Fw 190A-4/U3 renommé en 1944, 30 exemplaires.
  - Fw 190 F-2 Fw 190A-5/U3 renommé en octobre 1943, 271 exemplaires.
  - Fw 190 F-3 241 exemplaires de chasseur-bombardier avec deux lance bombes ETC 250 sous les ailes, mai 1943, basé sur le Fw 190 A5/U17. Rüstsätze applicables : /R1 quatre ETC 50 sous les ailes, /R3 montage de deux canons de 30 mm MK 103 en gondole sous les ailes.
  - Fw 190 F-4 Fw 190 F-1 avec radiocompas PKS.
  - Fw 190 F-5 Fw 190 F-3 avec BMW 801 E.
  - Fw 190 F-6 projet annulé.
  - Fw 190 F-7 projet annulé, mitrailleuses de capot MG-131.
  - Fw 190 F-8 385 exemplaires basés sur le A-8, avril 1944. Rüstsätze applicables : /R1 quatre ETC 50 sous les ailes, /R2 montage de deux canons de 30 mm MK 108 en gondole sous les ailes, /R3 montage de deux canons de 30 mm MK 103 en gondole sous les ailes, /R5 réservoir de 115 litres supplémentaire pour le MW 50, /R13 équipement de nuit, /R14 conversion en torpilleur, armement réduit, et roulette de queue allongée, /R15 idem pour torpille BT 1400, /R16 idem pour torpille BT 700.
    - Fw 190 F-8/U1 lance-bombe ETC503 sous les ailes.
    - Fw 190 F-8/U2 système TSA IIa et Rüstsätze /R15 ou /R16.
    - Fw 190 F-8/U3 Rüstsätze /R15 et réservoir largables sous les ailes.
    - Fw 190 F-8/U4 projet dérivé du Rüstsätze /R13.
    - Fw 190 F-8/U5 Rüstsätze /R16 et réservoir largables sous les ailes.

  - Fw 190 F-9 basé sur le A-9, 1945. Rüstsätze applicables : /R13 équipement de nuit, /R14 conversion en torpilleur, armement réduit, et roulette de queue allongée, /R15 idem pour torpille BT 1400, /R16 idem pour torpille BT 700.
  - Fw 190 F-10 à Fw 190 F-14 pas produits.
  - Fw 190 F-15 chasseur-bombardier entré en production en mai 1945.
  - Fw 190 F-16 F-15 avec une nouvelle radio.
- les Fw 190 G
  - Fw 190 G-1 Fw 190 A-4/U8 renommé en 1944, 50 exemplaires.
  - Fw 190 G-2 Fw 190 A-5/U8 renommé en octobre 1943, 600 exemplaires.
  - Fw 190 G-3 Rüstsätze applicables : /R5 réservoir de 115 litres supplémentaires pour le MW 50.
  - Fw 190 G-3/N
  - Fw 190 G-4 G-1 rééquipé avec un radiocompas.
  - Fw 190 G-5 remotorisé avec un BMW 801 F, pas produit.
  - Fw 190 G-6 dérivé du G-5, pas produit.
  - Fw 190 G-7 non projeté.
  - Fw 190 G-8 800 exemplaires. Rüstsätze applicables : /R5 réservoir de 115 litres supplémentaires pour le MW 50.
  - Fw 190 G-10 aurait dû être basé sur le A-10.
- NC.900 70 appareils complétés en 1945-1946, à partir de pièces de Fw 190 A-5, A-7 et A-8 abandonnées par les Allemands, par la SNCAC.

## Surnom
Butcherbird (« oiseau boucher » en traduction littérale depuis l'anglais) est le surnom du Focke-Wulf Fw 190, en référence au terme qui, en anglais, désigne plusieurs espèces d'oiseaux du genre Cracticus, genre d'oiseau australasien qui a pour habitude d'empaler ses proies sur une épine afin de les conserver mais aussi le nom informel pour les oiseaux du genre Lanius (qui veut dire « boucher » en latin), non apparentés au genre précédent mais qui ont les mêmes habitudes. Ce surnom est donné à cet avion en raison de sa puissance de feu.

## Production
| Variant                                                       | Number        | Production dates              |
| ------------------------------------------------------------- | ------------- | ----------------------------- |
| Fw 190 A-1                                                    | 102           | 1941 Juin – 1941 Octobre      |
| Fw 190 A-2/A-3                                                | 909           | 1941 Octobre – 1943 Aout      |
| Fw 190 A-4                                                    | 975           | 1942 Juin – 1943 Aout         |
| Fw 190 A-5                                                    | 1,752         | 1942 Novembre – 1943 Aout     |
| Fw 190 A-6                                                    | 1,052         | 1943 Mai – 1944 Mars          |
| Fw 190 A-7                                                    | 701           | 1943 Novembre – 1944 Mars     |
| Fw 190 A-8                                                    | 6,655         | 1944 Février – 1945 Février   |
| Fw 190 A-9                                                    | 930           | 1944 Septembre – 1945 Février |
| Total (inclus les prototypes et les avions de pré-production) | 13,291        | —                             |
| Fw 190 F-1/F-2(A-4)                                           | 18 & 271      | 1942 Mai – 1943 Mai           |
| Fw 190 F-3(A-5)                                               | 432           | 1943 Mai – 1944 Avril         |
| Fw 190 F-8(A-8)                                               | 6,143         | 1944 Mars – 1945 Février      |
| Fw 190 F-9(A-9)                                               | 415           | 1944 Septembre – 1945 Février |
| Total                                                         | 7,279         | —                             |
| Fw 190 G-1(A-4)                                               | 183           | 1942 Aout – 1942 Novembre     |
| Fw 190 G-2(A-5)                                               | 235           | 1942 Juillet – 1943 Mai       |
| Fw 190 G-3(A-6)                                               | 214           | 1943 Juin – 1943 Décembre     |
| Fw 190 G-8(A-8)                                               | 689           | 1943 Aout – 1944 Février      |
| Total                                                         | approx. 1,300 | —                             |
| Fw 190 D-9                                                    | 1,805         | 1944 Aout – 1945 Avril        |
| Fw 190 D-11                                                   | 20            | 1945 Février – 1945 Mars      |
| Fw 190 D-13                                                   | 1             | 1945 Avril – 1945 Avril       |
| Total                                                         | 1,826         | —                             |
| Fw 190 S-5 conversion depuis un A-5 ou construit              | c. 20         | 1944 tard                     |
| Fw 190 S-8 conversion depuis un A-8 ou construit              | c. 38         | 1944 tard                     |
| Total                                                         | 58            | —                             |
| Ta 152 V/H-0                                                  | 44            | 1944 Décembre – 1945 Janvier  |
| Ta 152 H-1                                                    | 25            | 1945 Janvier – 1945 Avril     |
| Total                                                         | 69            | —                             |
| Total (toutes variantes)                                      | 23,823        | —                             |

## Dans la culture populaire

### Livres
Vengeance tardive -
Tome 2 - L´escadrille fantôme -
Daniel Depaepe - 2020

### Cinéma
- 1948 : Les Géants du ciel
- 1950 : Pilote du diable
- 1950 : Jeux interdits
- 1953 : Appointment in London
- 1961 : Arrêtez les tambours
- 1963 : Le Vice et la Vertu de Roger Vadim
- 2009 : La Nuit au musée 2

### Jeux
- Toutes les versions du Fw 190 sont pilotables pour le joueur dans les simulateurs de combat aérien IL-2 Sturmovik: 1946 et IL-2 Sturmovik: Great Battles.
- On le retrouve aussi dans sa version Fw 190 D-9 et A-8 dans le simulateur Digital Combat Simulator (DCS).
- On retrouve le Fw 190 A dans le simulateur de combat aérien Combat Flight Simulator, ainsi que les versions A-5 et A-8 dans le troisième opus : Combat Flight Simulator 3.
- Différentes versions du Fw 190 sont présentes dans le jeu War Thunder, dont un dans l'arbre américain (Premium) et un autre dans l'arbre japonais (Premium).
- Le jeu World of Warplanes contient certaines versions du Fw 190.
- Le Fw 190 apparaît dans ses versions A et D dans le jeu European Air War de MicroProse.
- Le Fw 190 apparaît aussi dans la série Hearts of Iron de Paradox Interactive en tant que chasseur multi-rôle.

### DVD
- 2010 : Jackboots

### Télévision
- 2015 : The Mighty Eighth (série TV)